# Astrologie

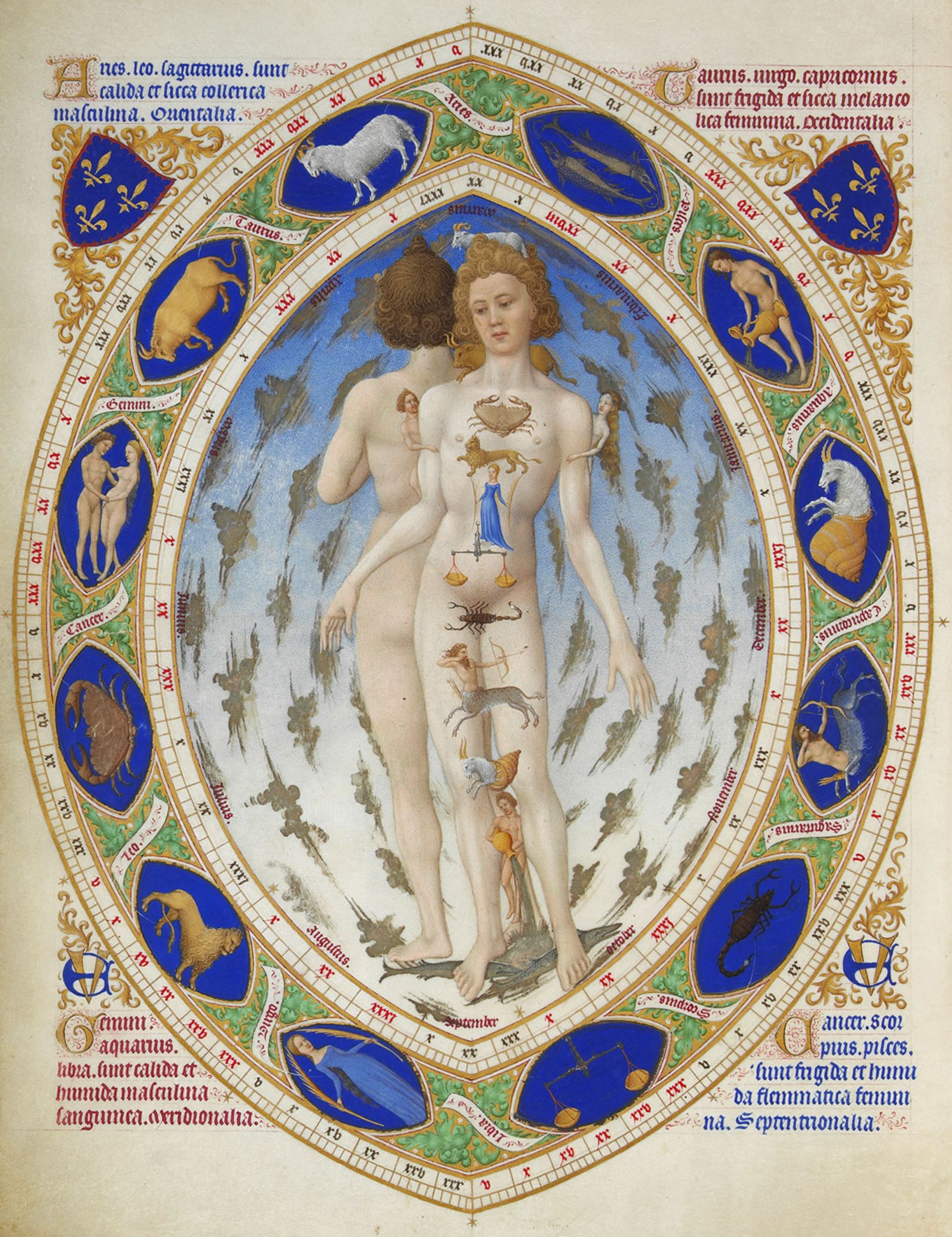
Homo signorum aus den Très Riches Heures des Herzogs von Berry (1412–1416; Chantilly, Musée Condé, Ms. 65, fol. 14 v)

Die Astrologie (im 16. Jahrhundert als griechisch astrologia ‚Sterndeutung‘, gebildet aus altgriechisch ἄστρον astron, deutsch ‚Stern‘ und λόγος lógos, deutsch ‚Lehre‘) ist die Deutung von Zusammenhängen zwischen astronomischen Ereignissen bzw. Gestirnskonstellationen und irdischen Vorgängen. Nach modernen Maßstäben ist sie keine Wissenschaft und wird daher als Pseudowissenschaft angesehen (siehe Wissenschaftstheoretische Einordnungen). Sie wurde schon in vorchristlicher Zeit in verschiedenen Kulturkreisen praktiziert, insbesondere in China, Indien und Mesopotamien. Die „westliche“ Astrologie hat ihre Ursprünge in Babylonien und Ägypten. Ihre in Grundzügen noch heute erkennbaren Deutungs- und Berechnungsgrundlagen erfuhr sie im hellenistisch geprägten griechisch-ägyptischen Alexandria. Lange Zeit bildete sie mit der Astronomie eine kaum unterscheidbare Einheit.
In Europa hatte die Astrologie eine wechselvolle Geschichte. Nach der Erhebung des Christentums zur Staatsreligion im Römischen Reich wurde sie teils bekämpft, teils ans Christentum angepasst und zeitweilig auch ins Abseits gedrängt. Im Laufe des Frühmittelalters lebte die Astrologie, vor allem die gelehrte Astronomie-Astrologie, im Byzantinischen Reich etwa ab dem späten 8. Jahrhundert erneut auf, wie etwas später auch im muslimischen Al-Andalus auf der Iberischen Halbinsel. Vom späteren Hochmittelalter an und vor allem in der Renaissance bis ins 17. Jahrhundert galt sie in Europa, immer verbunden mit der Astronomie, vielfach als eine Wissenschaft, wenn auch als durchaus umstrittene. Erst im Laufe des 17. Jahrhunderts begannen sich Astronomie und Astrologie stärker zu trennen, und die Astronomie entwickelte sich zur deutungsfreien Beobachtung und mathematischen Erfassung des Weltalls, während die Astrologie in den gebildeten Kreisen Europas ihre Plausibilität verlor. Um 1900 entstand wieder ein ernsthaftes Interesse an der Astrologie, häufig auch im Fahrwasser neuer esoterischer Strömungen wie der Theosophie oder der Okkultismus-Mode ab dem späteren 19. Jahrhundert. Ab dem 20. Jahrhundert verlagerte sich der Schwerpunkt besonders der „westlichen“ Astrologie stark auf die Deutung des Geburtshoroskops des Menschen. Seit den späten 1960er Jahren, ausgehend von der New-Age-Bewegung, hat sie in der westlichen Hemisphäre meist in Form der Geburtshoroskopie und der Zeitungs-Horoskope ein hohes Maß an Popularität erlangt.
Wissenschaftlich werden heutzutage vor allem die Entstehung, Entwicklung und Erscheinungsformen der Astrologie erforscht; beispielsweise aus religionswissenschaftlicher, altphilologischer, archäoastronomischer, ethologischer sowie kultur-, mathematik-, medizin- und wissenschaftshistorischer Perspektive, vielfach auch interdisziplinär.
Seit den 1960er Jahren wurden Aussagen von Astrologen im westlichen Kulturraum vermehrt empirisch-wissenschaftlich untersucht. Die Ergebnisse aller methodisch korrekten Nachprüfungen zeigen, dass die überprüften Aussagen nicht statistisch signifikant besser zutreffen als willkürliche Behauptungen.

## Begriff
Die heute inhaltlich strenge Trennung von Astronomie/astronomia und Astrologie/astrologia gab es bis in die Spätantike hinein so nicht. Beide Begriffe konnten jeweils die Deutung des angeblichen Effektes der Himmelskörper auf die sogenannte sublunare Sphäre, mithin die Erde, meinen, oder die Himmelsbeobachtung zum Zweck der Erfassung wie Erforschung der Himmelskörperbewegungen. Entsprechend fanden die astrologischen Aspekte der Sternkunde bei antiken Astronomen wie Ptolemäus oder Hipparch Interesse und Anerkennung, was in der Sternkunde mit deutlich abnehmender Akzeptanz teils bis zum Ende des 17. Jahrhunderts noch so blieb. Wann die Trennung zwischen wissenschaftlicher Astronomie und unwissenschaftlicher Astrologie endgültig vollzogen war, ist umstritten. Der Philosoph Siegfried Wollgast nannte die zweite Hälfte des 17. Jahrhunderts, der Altphilologe Stephan Heilen nennt dafür das Zeitalter der Aufklärung, nach Kocku von Stuckrad war der Prozess in letzter Konsequenz erst im 19. und 20. Jahrhundert abgeschlossen.
Die Astrologie entstand antik zunächst als Mundanastrologie; seit dem Hellenismus kamen noch vor Christi Geburt die Astrologie-Bereiche der Geburtshoroskopie, der Katarchen-Horoskope für den besten Zeitpunkt eines öffentlichen oder privaten Handlungsbeginnes sowie das sogenannte thema mundi dazu, einer Art „Ur-Horoskop“ für den legendären Zeitpunkt der Welterschaffung. Heute wird unter Astrologie meist nur die Geburtshoroskopie verstanden.

## Zugrundeliegende Weltanschauungen
Die Astrologie beruhte bis ins 18. Jahrhundert vielfach auf der Annahme, dass es einen physikalischen Zusammenhang zwischen den Positionen und Bewegungen von Planeten sowie Sternen und irdischen Ereignissen gebe, häufig unter dem Begriff der so genannten „natürlichen Astrologie“ geführt, die beispielsweise auf das Wetter, die Landwirtschaft und in der Medizin wirken sollte. Auf der anderen, weit weniger eindeutig physikalisch verstandenen Seite stand besonders die Geburtshoroskop-Astrologie mit ihren Auswirkungen auf das Leben der Menschen, die oft den Anspruch erhob, zukünftige Entwicklungen des menschlichen Lebens vorhersagen zu können, und die in ihren Deutungen oft genug tatsächlich oder vermeintlich lange tradierte, weit zurück reichende Astrologie-Erfahrungen wiederholte. Dies geht bei der Geburtshoroskop-Astrologie u. a. auf die Vorstellung von Makrokosmos (All) und Mikrokosmos (Erde bzw. Mensch) zurück, die als Einheit aufeinander bezogen gedacht werden. Der Mensch als Mikrokosmos sei ein Spiegel des Makrokosmos, es gäbe eine Entsprechung des menschlichen Körpers mit Teilen des Kosmos, und damit ein System gegenseitiger Abhängigkeiten der Teile des kosmischen Organismus. Einige gehen von einer direkten Einwirkung des Makro- auf den Mikrokosmos aus (Wirkungstheorie), andere glauben lediglich an eine Widerspiegelung (Symboltheorie). „Wie oben, so unten“, wie es in der hermetischen Tabula Smaragdina heißt. Diese Weltsicht ist im weiteren Sinne religiöser Natur.
In der heutigen westlichen Astrologie lassen sich vier Auffassungen über die Natur astrologischer Aussagen unterscheiden. Die esoterische Astrologie beruft sich auf ein von göttlichen Wesen oder von „Eingeweihten“ mitgeteiltes Wissen. Die symbolische Astrologie setzt ein tradiertes Deutungssystem voraus, in dem astronomischen Gegebenheiten eine Bedeutung in Bezug auf irdische zugeschrieben wird. Daneben wird eine „Astrologie als Erfahrungswissenschaft“ vertreten, die sich um eine empirische Grundlegung bemüht, und schließlich gibt es noch die Einflusshypothese, wonach die astrologischen Planeten auf Lebewesen in einer bislang nicht näher bekannten Weise einwirken. Zusammenfassend definiert der schwedische Religionshistoriker Olav Hammer Astrologie als „eine Reihe von manchmal mit ausformulierten Weltanschauungen verbundenen Annahmen und Praktiken zur Wahrsagerei, die mittels einer kanonischen Sprache auf der Grundlage von Elementen der Himmelsmechanik versuchen, spezifische Modalitäten der menschlichen Existenz auszudrücken“.

## Wissenschaftstheoretische Einordnungen

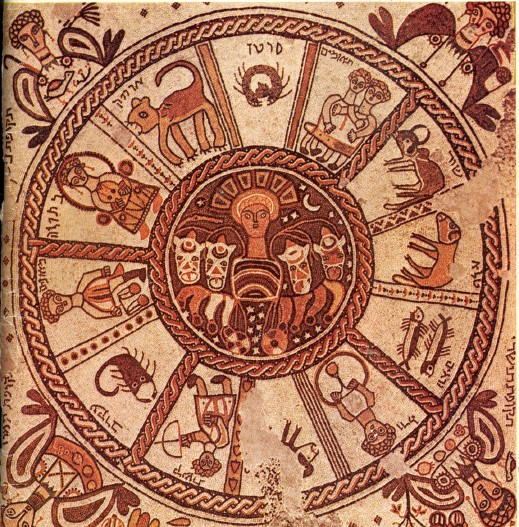
Mosaik mit Tierkreiszeichen in der Synagoge in Beth Alpha, Israel aus dem 6. Jahrhundert

Aus wissenschaftstheoretischer Perspektive können astrologische Lehren, wie sie im Laufe der Antike im östlichen Mittelmeerraum und Orient entstanden, als Protowissenschaft betrachtet werden. Sie basierten seit dem Hellenismus zunehmend auf der Physik des Aristoteles, dass Himmelskörper – die supralunare Sphäre – direkten Einfluss auf den sublunaren Weltbereich der irdischen Atmosphäre mit den vier Elementen ausüben und damit Ereignisse bewirken. Zuvor hatten Astrologen-Astronomen ab etwa dem fünften bis vierten vorchristlichen Jahrhundert begonnen, immer mehr mathematische Modelle bzw. Berechnungen zu entwickeln, um Regelmäßigkeiten in beobachtbaren Naturphänomenen aufzuweisen und vorausberechnen zu können. Da der Zeitpunkt eine entscheidende Rolle spielte, wurden aber schon zuvor seit Jahrhunderten detaillierte Tabellen angelegt, um den Eintritt bestimmter Ereignisse zu prognostizieren, da man zu entsprechenden Berechnungen noch nicht in der Lage war. Zur Bestimmung der Position und Umlaufbahn von Planeten waren z. T. komplexe Berechnungen mit Hilfe der Geometrie und Trigonometrie notwendig. Daher handele es sich bei diesen Praktiken nicht um Aberglauben, sondern um eine Frühform der Wissenschaft. Die Suche nach Regelmäßigkeiten in Naturerscheinungen und deren umfassende Beschreibung in rationaler Form ist ein typisch wissenschaftliches Programm. Daher sah auch der Philosoph Ernst Cassirer (1925) in der Astrologie eine prinzipiell wissenschaftliche Denkform. Sie verwende Erklärungen, „die, wie unsicher und haltlos sie im Einzelnen scheinen mögen, doch dem allgemeinen Typus des ursächlichen Denkens, des kausalen Folgerns und Schließens, angehören“. Die Astrologie sei damit eine zur neuzeitlichen Naturwissenschaft ebenbürtige Weltbeschreibung, die auf einem ganz anderen „Weltbegriff“ beruhe, und deshalb sei eine Falsifikation der Astrologie gerade aus wissenschaftstheoretischer Sicht nicht möglich.
Karl Popper unterschied Anfang der 1950er Jahre zwischen Wissenschaft, Pseudowissenschaft und Metaphysik im Rahmen des von ihm begründeten Kritischen Rationalismus, der die Wissenschaftstheorie bis in die 1970/1980er Jahre, in der Hochmoderne, stark prägte. Der Fall Astrologie stellt nach Popper ein übliches Unterscheidungsmerkmal in Frage: Oft werde argumentiert, dass sich Wissenschaft von Pseudowissenschaft oder Metaphysik dadurch abgrenze, dass sie eine empirische Methode verwende, die von Beobachtungen und Experimenten ausgeht. Dies treffe aber auch auf die Astrologie zu, die eine stupende Masse von empirischen, auf Beobachtung basierenden Belegen sammle und dennoch nicht wissenschaftlichen Standards genüge. Für Popper lag das daran, dass Astrologie (darin in seiner Sicht der Psychoanalyse ähnlich) eher wie ein „Mythos“ funktioniert, der nach Bestätigung seiner Überzeugungen sucht, statt Hypothesen ergebnisoffen an der Wirklichkeit zu testen. Astrologen seien beeindruckt und fehlgeleitet von dem, was sie für Bestätigungen ihrer Annahmen halten. Mehr noch, sie formulierten ihre Interpretationen und Prophezeiungen so vage, dass alles, was als Widerlegung gelten könnte, leicht wegargumentiert werden könne. Das zerstöre die Testbarkeit der Theorie, die dadurch nicht falsifizierbar sei. So sei auch nicht die Herleitung aus archaischen Mythen das wesentliche Problem der Astrologie – das gelte für alle wissenschaftlichen Theorien –, sondern dass sie sich nicht in Richtung einer Testfähigkeit entwickelt habe. In diesem Sinne sei die Astrologie in der Vergangenheit aus den falschen Gründen kritisiert worden: Anhänger von Aristoteles und andere Rationalisten, bis hin zu Isaac Newton, hätten vor allem die Annahme der planetarischen Wirkung auf terrestrische Ereignisse angegriffen. Dabei basiere sowohl Newtons Theorie der Schwerkraft als auch die Gezeitentheorie im Kern auf astrologischen Denktraditionen. Während dieser Umstand bei Newton großen Widerwillen ausgelöst habe, habe Galileo Galilei die – heute allgemein anerkannte – Gezeitentheorie aufgrund ihrer historischen Wurzeln komplett abgelehnt. Für Popper war Astrologie somit eine Pseudowissenschaft (Scheinwissenschaft), da sie zwar induktiv und empirisch vorgeht (und damit wissenschaftlichen Anschein erweckt), sich aber systematisch ihrer Überprüfung entzieht und damit den wissenschaftlichen Anschein nicht einlöst.
Thomas S. Kuhn wendete ab den späteren 1960er Jahren gegen Poppers Argumentation ein, dass weder die Vorhersagemethoden noch der Umgang mit Falschprognosen die Astrologie aus dem wissenschaftlichen Kanon ausschließe. Astrologen hätten von jeher die epistemologischen Probleme ihres Vorgehens reflektiert, auf die Komplexität und Fehleranfälligkeit ihrer Methoden hingewiesen und unerwartete Ergebnisse diskutiert. Für ihn ist Astrologie aus einem anderen Grund keine Wissenschaft: Astrologie sei ihrem Wesen nach eher praktisches Handwerk, darin dem Ingenieurswesen, der Meteorologie oder der frühen Medizin ähnlich. So gab es Regeln und Erfahrungswissen, aber keine übergeordnete Theorie. Im Mittelpunkt stand Anwendung, nicht Forschung. Ohne theoriegeleitete Problemlösung habe die Astrologie keine Wissenschaft werden können, selbst wenn die Annahme richtig gewesen wäre, dass die Sterne das menschliche Schicksal bestimmen. Auch wenn Astrologen testbare Vorhersagen trafen und feststellten, dass diese nicht immer zutrafen, bildeten sie keine wissenschaftstypischen Strukturen aus (Normalwissenschaft).
Für Paul Feyerabend war in den 1970er Jahren weder die mangelnde Testfähigkeit noch die fehlende Problemlösungsabsicht das Kernproblem der Astrologie, sondern deren fehlende Weiterentwicklung. So habe die Astrologie sehr interessante und fundierte Ideen gehabt, diese aber nicht konsequent fortgeführt und auf neue Bereiche übertragen.
Der Philosoph und Wissenschaftstheoretiker Paul R. Thagard versuchte 1978 eine Synthese der bisherigen Abgrenzungsversuche. Er suchte ein komplexes Kriterium, das neben den logischen Erwägungen Poppers auch die sozialen und historischen Gesichtspunkte Kuhns und Feyerabends einbezieht. In Abgrenzung zu Popper und in Übereinstimmung mit Kuhn und Feyerabend verwies Thagard auf die „Progressivität“ einer Theorie. In seiner Definition ist eine Theorie oder Disziplin, die beansprucht, wissenschaftlich zu sein, dann pseudowissenschaftlich, wenn sie über einen längeren Zeitraum weniger progressiv ist als alternative Theorien und zugleich zahlreiche ungelöste Probleme beinhaltet. Weitere Merkmale sind: Die Vertreter der Theorie unternehmen wenige Versuche einer Weiterentwicklung, bereinigen nicht konkrete Widersprüche, setzen die Annahmen ihrer Theorie nicht in Beziehung zu anderen Theorien und gehen selektiv mit möglichen Widerlegungen um. All dies sei bei der Astrologie der Fall, weshalb er sie als Pseudowissenschaft bezeichnet, und damit lasse sich an ihrem Beispiel eine allgemeine Abgrenzungsmatrix entwickeln.
Heute schätzen Wissenschaftstheoretiker und Wissenschaftler astrologische Lehren fast durchgehend nicht als Wissenschaft ein, allerdings mit unterschiedlichen Begründungen und Zuordnungen. Astrologische Lehren stellen ein klassisches Fallbeispiel dar für die moderne Suche der Wissenschaftssphäre nach eindeutigen und umfassenden, aber doch möglichst wenigen und sicheren Unterscheidungskriterien von Wissenschaft und Nicht-Wissenschaft. Der Astronom Joachim Herrmann definiert sie als einen zu einem System entwickelten Glauben an einen Einfluss der Gestirne auf die Menschen, der nicht stichhaltig sei. Der Theologe Werner Thiede versteht Astrologie „als Funktionalisierung astronomisch-quantitativer Beobachtungen und Berechnungen zugunsten einer kosmisch- und anthropologisch-qualitativen Deutung der Gestirne“, die von „der Allverwobenheit aller Dinge und einem damit zusammenhängenden, auch magische Vorstellungen begünstigenden Analogiedenken ausgeht“. Der Altphilologe Wolfgang Hübner nennt die Astrologie „falsche Lehren“, die in ihrer Mischung aus Mythos und Rationalität trotz allem die Zeiten überdauert hätten. Martin Mahner, ein Vertreter der Skeptikerbewegung, reiht die Astrologie in die Pseudotechnologien ein, da sie eine angewandte Disziplin sei. An anderer Stelle nennt er sie eine Nicht-Wissenschaft und zeigt ihre mögliche Einordnung als Parawissenschaft bzw. Paratechnologie auf. Der Philosoph Massimo Pigliucci bezeichnet die Astrologie als „fast perfektes Beispiel für Pseudowissenschaft“ bzw. als „Unsinn“ („bunk“), da ihre Grundannahmen mit den Naturwissenschaften nicht in Einklang zu bringen seien und sie in der Praxis nachgewiesenermaßen nicht funktioniere. Laut dem schwedischen Philosophen Sven Ove Hansson besteht, ganz unabhängig davon, wie man das Demarkationsproblem zwischen „echter“ Wissenschaft und Nicht-Wissenschaft bzw. Pseudowissenschaft löst, große Einigkeit darüber, dass Astrologie, ebenso wie Kreationismus, Homöopathie, Präastronautik, Holocaustleugnung und Klimawandelleugnung eine Pseudowissenschaft ist.
Einige Wissenschaftstheoretiker schätzen das Demarkationsproblem selber dagegen als Pseudo-Problem ein. Entsprechend wird in manchen wissenschaftlichen bzw. wissenschaftstheoretischen Publikationen die Astrologie beispielsweise eine Kunstlehre oder auch Nicht-Wissenschaft genannt, aber nicht mehr eine Pseudo-Wissenschaft. So wird in der Enzyklopädie Philosophie und Wissenschaftstheorie die Astrologie als „stark umstrittene Kunstlehre“ bezeichnet. Der Astronom Jürgen Hamel nennt sie lediglich eine „Lehre“ und bekräftigt ihre Nicht-Wissenschaftlichkeit.

## Geschichte der westlichen Astrologie

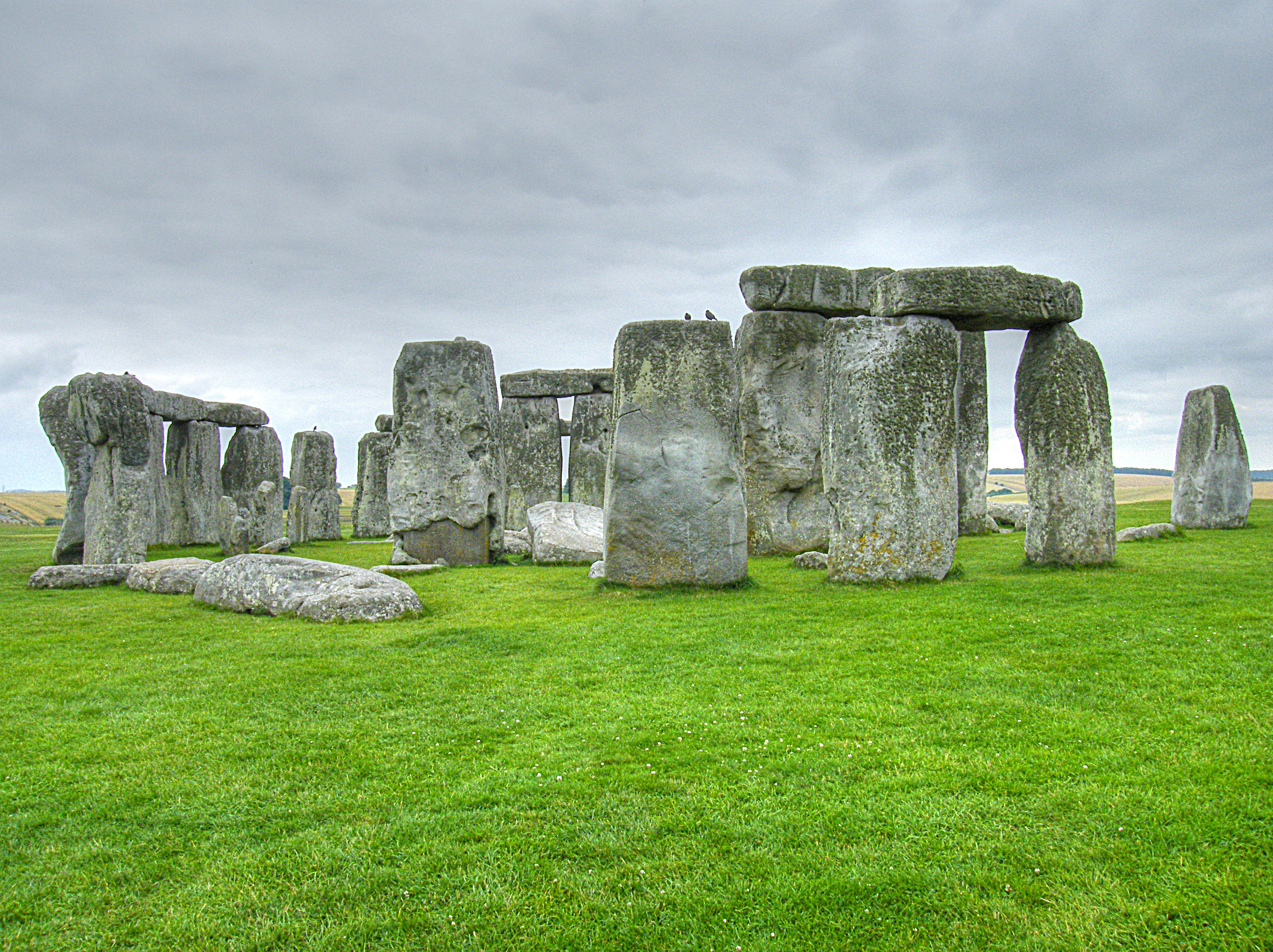
Stonehenge ist nach einer von mehreren Theorien die Ruine eines Observatoriums aus dem 3. Jahrtausend v. Chr.

Vorläufer der Astrologie: Sinnvollerweise unterscheidet man zwischen der 'klassischen' Astrologie, die hauptsächlich im Hellenismus bzw. Ptolemäerreich ab dem 3. Jahrhundert v. Chr. entstand, und Vorformen wie z. B. Astralkulte für Sonne, Mond und Venus sowie weitere Himmelskörper samt ihren Kult-Anlagen und -Gegenständen, Astralmythologien, Kult-Kalender, astrale Divinationen etc. Sie waren vor- und frühgeschichtlich wie antik weit verbreitet.

### Mesopotamien, der Einfluss Ägyptens und Antike

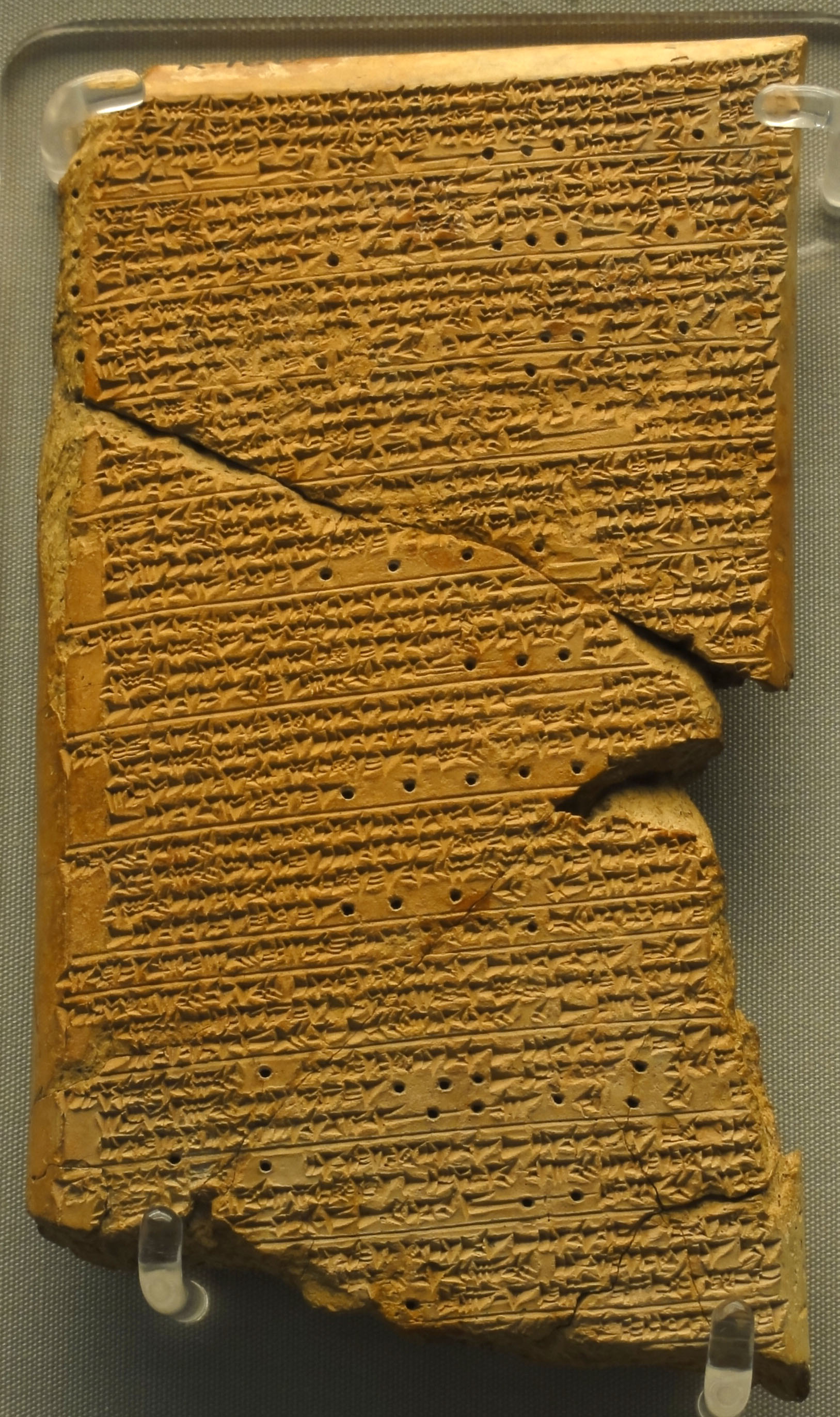
Eine Tontafel aus der Bibliothek Assurbanipals mit astrologischen Vorhersagen

Für Mesopotamien bzw. besonders Babylonien können drei Phasen unterschieden werden. Die Omen-'Astrologie'  mit einer Blütezeit etwa zwischen dem 14. und dem 7. Jahrhundert v. Chr., die Anfänge einer Astrologie-Vorform mit dem noch unvollständigen Tierkreis etwa im 6. Jahrhundert v. Chr. und die erste Entwicklung eines astrologischen Systems ab dem 5. Jahrhundert v. Chr. mit den zwölf Tierkreiszeichen, berechneten Planetenpositionen und omenartiger Deutung individueller Geburtskonstellationen.
Östlicher Mittelmeerraum: Im Alten Ägypten entstand gegen Ende des 3. Jahrtausends v. Chr. als Vorform der Astrologie mit den Dekan-Sternen bzw. den 36 Dekan-Göttern und Auf- und Untergängen am Horizont eine umfangreiche Bewertung günstiger und ungünstiger Tage. Die 36 Dekane wurden wohl im ptolemäischen Ägypten mit dem ebenfalls 360° umfassenden, babylonischen Tierkreis kombiniert. Daraus entstand vermutlich zunächst die Lehre vom bei Geburt am Ost-Horizont aufsteigenden „Tierkreis-Dekan“, bald darauf vom aufsteigenden Tierkreis-Grad, dem Horoskop-Aszendenten.
Die griechische Kultur übernahm ca. ab dem 6. Jahrhundert v. Chr. Elemente der babylonischen Astronomie. Die babylonische Omen-Astrologie und ihre Elemente waren nicht mit übernommen worden. Nach den Eroberungszügen Alexanders des Großen im 4. Jahrhundert v. Chr. breiteten sich viele östliche Mysterienreligionen in der hellenistischen Welt aus, mit diesen waren oft astrologische Lehren verbunden. In den beiden Jahrhunderten vor und nach der Zeitwende bildete sich vor allem in Ägypten bzw. Alexandria das System der klassischen bzw. Hellenistischen Astrologie heraus.
Elemente der klassischen Astrologie: die zwölf Tierkreiszeichen, genaue Zeichenposition der Planeten mit Sonne und Mond, Planeten-Erhöhungen in bestimmten Zeichen; Konzept der 36 Dekane, mit dem aufsteigenden Dekan am Ost-Horizont, aus dem sich die Idee des Aszendenten entwickelte; die vier Elemente, „männliche“ und „weibliche“ Zeichen, Zeichen-Herrschersystem (z. B. der Mond „herrscht“ über das Zeichen Krebs), Planetenstunden; die zwölf Horoskophäuser, Planeten-Aspekte, die „pars fortuna“ oder der „Glückspunkt“, das jährliche Solar-Horoskop, eine stundenastrologische Methode mit dem Begriff „Katarchen-Horoskope“ (Wahl eines astrologisch günstigen Zeitpunktes).
In Rom erlangte die Astrologie ab dem ersten nachchristlichen Jahrhundert eine große Popularität in allen Bevölkerungsschichten. Der Einfluss der Astrologie bzw. von Astrologen am Kaiserhof hatte im Laufe des 2. Jahrhunderts allerdings wieder nachgelassen. Die Vorstellung, dass die Bewegungen der Planeten das Schicksal der Menschen vollkommen bestimmten, galt zu dieser Zeit weithin als plausibel. Eine philosophische Rechtfertigung erfuhr die Astrologie vor allem aufgrund der Stoa mit ihrem Fatalismus. Alle Philosophenschulen der Antike griffen die Astrologie auf mit Ausnahme des Epikureismus. Dennoch gab es immer auch Widerstände. Marcus Tullius Cicero etwa referiert in seinem 44 v. Chr. entstandenen Werk De divinatione die skeptischen Argumente der mittleren Akademie und des Stoikers Panaitios: Ganz offenkundig teilten Zwillinge, die doch dasselbe Geburtshoroskop hätten, nicht dasselbe Schicksal; und Menschen, die dasselbe Schicksal erlitten, hätten ganz unterschiedliche Horoskope. Angesichts der nahezu unendlichen Entfernung der Himmelskörper von der Erde sei es nicht plausibel, ihnen einen wesentlichen Einfluss zuzubilligen; wichtiger als die Gestirne seien immer die Erbanlagen der Eltern. Daher bezeichnet Cicero die Astrologie als eine lateinisch „delirationem incredibilem“, einen „unglaublichen Unsinn“. Sextus Empiricus, ein Vertreter der pyrrhonischen Skepsis des 2. Jahrhunderts, sah die Astrologie in einem Trilemma: Ereignisse geschähen entweder aus Notwendigkeit oder aus Zufall oder durch menschliches Handeln. Wenn sie notwendig einträfen, sei die Astrologie nutzlos, weil sich auch durch das Vorwissen, das sie vermittle, nichts ändern ließe. Wenn Ereignisse aber zufällig oder von Menschen beabsichtigt einträfen, sei die Astrologie unmöglich, weil sie dann nicht vorhersehbar seien.

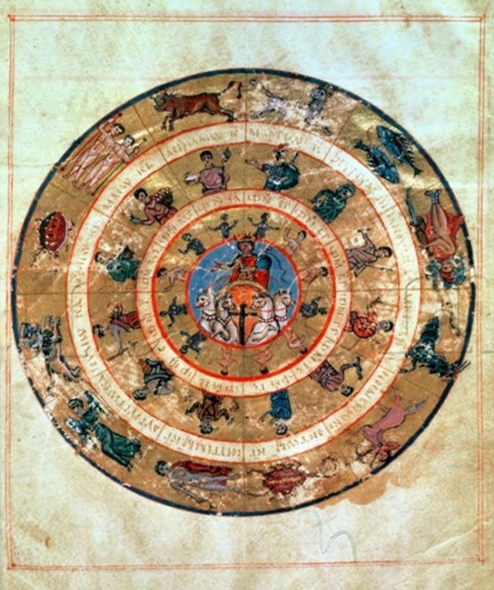
Darstellung des Tierkreises in einer byzantinischen Ausgabe des Tetrabiblos aus dem 9. Jahrhundert

Das frühe Christentum befand sich in einem Zwiespalt gegenüber der Astrologie, da nach Auffassung vieler Kirchenlehrer die Vorherbestimmung des Schicksals dem freien Willen als unbedingter Voraussetzung (conditio sine qua non) des christlichen Glaubens widerspricht, andererseits ein astronomisches Ereignis mit einer astrologischen Aussage bezüglich der Geburt Christi verbunden wurde. So verschwand die Astrologie nach Erhebung des Christentums zur Staatsreligion des Römischen Reiches im 4. Jahrhundert zunehmend aus der gelehrten Wahrnehmung wie Öffentlichkeit. Astrologische Anschauungen wurden fortan christlich überformt und die Beschäftigung mit der Astrologie verlagerte sich in persische, mesopotamische und muslimische Kulturräume.
Infolge der Schwächung und Auflösung des Weströmischen Reiches im 5. Jahrhundert versiegte in diesen Territorien die Astrologie als ausgeübte und gelehrte Tradition weitgehend. Im Oströmischen Reich bzw. Byzanz blieb die Astrologie erhalten, wenngleich geschwächt bzw. von großen Schwankungen auch in der späteren, allerdings ab dem 7./8. Jahrhundert herkömmlich schon dem Mittelalter zugerechneten Geschichte von Byzanz geprägt.
Der Komplex bzw. Teile der Hellenistischen bzw. klassischen Astrologie selber wurden wohl bereits ab dem 2. Jahrhundert n. Chr. z. B. nach Indien weiter vermittelt und ab dem 3. Jahrhundert im großpersischen Sassanidenreich aufgenommen. Das neue muslimisch-arabische Reich wiederum rezipierte bzw. übersetzte nach der Eroberung des Sassanidenreiches im 7. Jahrhundert offenkundig vielfach das dort vorgefundene astrologische Gedankengut hellenistischer, persischer und indischer Herkunft.

### Byzantinisches Reich
Byzantinisches Reich: Die Kultur und das geistige Leben des Byzantinischen Reiches kann noch vor dem lateinischen-christlichen Europa als der unmittelbare, christliche Erbe der spätantiken, hellenistischen Astrologie im mittelalterlich-christlichen Raum betrachtet werden. Mit der astrologischen Blütezeit im benachbarten islamisch-arabischen Orient wurde die dortige Astrologie, inklusive der rezipierten hellenistischen oder klassischen Astrologie-Werke, vielfältig im konkurrierenden Byzantinischen Reich rezipiert. Während der byzantinischen Geschichte schwankte das Interesse an der Astrologie-Astronomie sowie ihre Ausübung erheblich. Einen Höhepunkt erreichten Praxis und Lehre während der Makedonischen Renaissance im 9./10. Jahrhundert. Im 11. und 12. Jahrhundert fand erneut ein Aufschwung während der Komnenen-Dynastie statt.

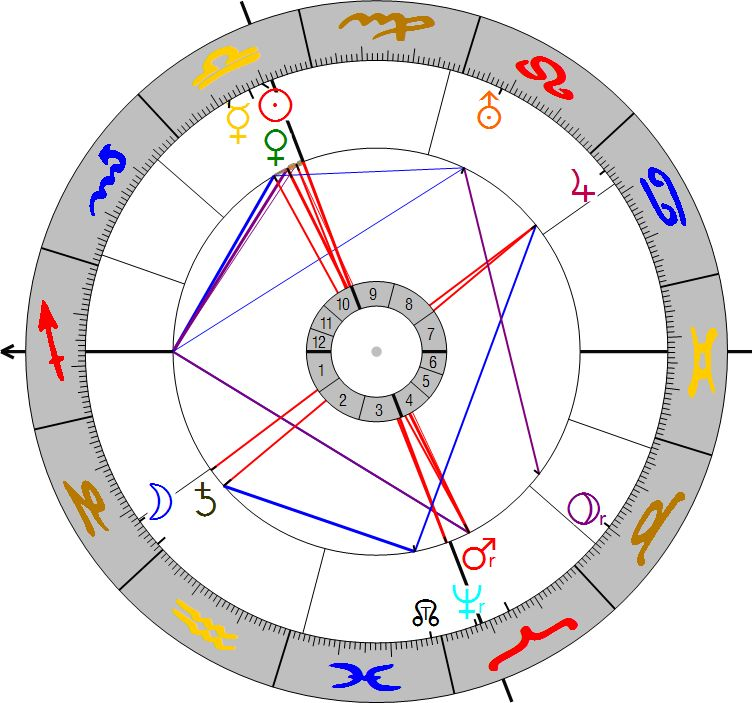
Manuel II. Palaiologos: Überliefertes Horoskop für die Proklamation als Mitkaiser (25. September 1373)

Für die byzantinische Palaiologen-Dynastie (13.–15. Jh.) kann eine weitere Blütezeit der Astrologie festgestellt werden, an welcher auch der kaiserliche Hof in Konstantinopel mitbeteiligt war. Im späten 14. Jahrhundert sind gleich zwei Gelehrte und Astronomen-Astrologen, Johannes Abramios und Eleutherios von Elis, in einem Kreis weiterer Schüler und Astrologen, wohl u. a. in Konstantinopel wirkend, durch verschiedene, teils umfangreichere Handschriften greifbar.

### Mittelalter
In der mittelalterlichen Periode der Astrologie zwischen Antike bzw. Spätantike, mit ihrer klassischen, hellenistischen Astrologie, und der Neuzeit dominierten in der astrologischen Praxis und Lehre die Fragehoroskope und „Elektionen“ – Wahl eines astrologisch günstigen Zeitpunktes für ein Vorhaben – aus dem Bereich der so genannten Stundenastrologie sowie mundanastrologische Themen. Die Deutung von Geburtshoroskopen war im Hochmittelalter eher selten bzw. kaum möglich.
Im Mittelalter wurde die spätantike Astrologie vor allem im islamischen Kulturbereich weiter gepflegt unter Rezeption besonders der hellenistischen Astrologie sowie indischen und wie auch persisch-sassanidischen Astrologie-Elementen. Die arabisch-islamische Astrologie erlebte im Orient eine Blütezeit bis ins 11. Jahrhundert. Schließlich kam mit der Eroberung von Bagdad (1258) und des arabisch-islamischen Kalifenreich durch die Mongolen u. a. die breite Lehre und Ausübung der 'wissenschaftlichen' und Hof-Astrologie vielfach zum Erliegen. Doch vor allem während der arabisch-islamischen Herrschaft auf der Iberischen Halbinsel (8.–15. Jh.), Al-Andalus genannt, und der einsetzenden christlichen Rückeroberung wurden u. a. zahlreiche Astrologie-Texte z. B. in Toledo durch Übersetzungen ab dem 12. Jahrhundert nach und nach von Südeuropa her im hochmittelalterlichen, christlichen Europa rezipiert, was ab dem 13. Jahrhundert zu einer ersten europäischen Blüte der Astrologie führte.
Leistungen der arabischen Astrologie:
- verbesserte, präzisere Planetentafeln – die Ephemeriden
- Weiterentwicklung der sogenannten Katarchen-Astrologie zur noch heute verwendeten Stundenastrologie
- mundanastrologische Geschichtsbetrachtung, besonders mit der so genannten Großen Konjunktion
- Wiederkehrhoroskop bzw. Solar-Horoskop für den genauen Zeitpunkt der Sonnen-Wiederkehr auf die exakte Position der Geburts-Sonne
- Verwendung und Deutung der so genannten Mondhäuser aus indischer Herkunft.

Weil bis in die Spätantike hinein astrologische Werke fast ausschließlich auf Griechisch verfasst wurden, war die eigentliche Astrologie im lateinisch-christlichen Europa bis ins Hochmittelalter unbekannt. Ein weiterer Grund hierfür war ihre Verdammung durch die Kirche. Einfache, laienastrologische Formen aus dem Komplex der Astrologie, wie beispielsweise schlichte Tierkreiszeichen-Deutungen vor allem im Rahmen einer Adaption an christliche Lehren, prägten bis weit ins Hochmittelalter die zunächst wenigen und meist zaghaften Anwendungen astrologischer Herkunft. Astrologische Prognosen und Deutungen, Anwendungen wie Methoden auf Basis einer gelehrten, wissenschaftlichen Astrologie in Verbindung mit den dafür notwendigen mathematisch-astronomischen Kenntnissen sind erst ab dem 12. Jahrhundert im lateinisch-christlichen Europa greifbar. Dies geschah vor allem in Folge der arabisch-islamischen Herrschaft auf der Iberischen Halbinsel (8.–15. Jh.) und der einsetzenden christlichen Rückeroberung. In diesen Zusammenhang wurden u. a. zahlreiche Astrologie-Texte z. B. in Toledo durch Übersetzungen ab dem 12. Jahrhundert nach und nach im hochmittelalterlichen, christlichen Europa rezipiert, mit einer ersten Astrologie-Blüte im 13. Jahrhundert.
Ab der ersten Hälfte des 13. Jahrhunderts verbreitete sich die gelehrte Astrologie im lateinischen Europa von Süden her allmählich in den zahlreich entstehenden größeren Städten aus, in Norditalien vielleicht sogar von Sizilien ausgehend, wo in Forlì mit Guido Bonatti der vermutlich bekannteste und vielfach noch weit später zitierte Astrologe/Astronom des 13. Jahrhunderts praktizierte. Das lateinisch-europäische Spätmittelalter mit wachsender Bevölkerung, steigender Wirtschaftsleistung und weiteren Gründungen von Universitäten und städtischen Gymnasien verstärkte die Nachfrage und Verbreitung wie eigenständige Weiterentwicklung der Astronomie/Astrologie. Als Teil des Quadriviums der sieben freien Künste hatte sie einen festen Platz im Bildungsgang der Universitäten. Ging es um Astrologie im heutigen (westlichen) Sinne, so nannte man sie im lateinischen, westlicheren Europa des Spätmittelalters und der Frühen Neuzeit meist astrologia divinatoria („prophezeiende Astrologie“), astrologia superstitiosa („weissagerische“ oder „abergläubische Astrologie“) oder astrologia iudicaria („urteilende Astrologie“).
Einen weiteren, merklichen Anstoß erfuhr die Astrologie im Übergang von Spätmittelalter zur Frühen Neuzeit ab dem Renaissance-Humanismus. Typischerweise rückte entlang dieser Entwicklung das Individuum mitsamt einer stärker antikisierenden-pantheistischen Weltsicht mehr in den Mittelpunkt, sodass die Erstellung und Deutung von Geburtshoroskopen deutlich zunahm.

### Renaissance und kopernikanische Wende
Im Renaissance-Humanismus und in der Renaissance erlebte die gelehrte Astrologie eine weitere Blütezeit, die bis in das späte 17. Jahrhundert andauerte. Sie wurde vor allem an Höfen und an Universitäten gepflegt, wo sie mit der Astronomie und der Medizin verknüpft war. Der Schwerpunkt lag zunächst in Italien. Von Italien aus verbreitete sie sich dann in ganz Europa. Es gab aber auch bereits Widerstände: Der italienische Philosoph Giovanni Pico della Mirandola (1463–1494) verfasste zwölf Bücher Disputationes adversus astrologiam divinatricem, in denen er die Schicksalsgläubigkeit der Astrologie (in ihrer Ausprägung als astrologia divinatoria) scharf kritisierte.

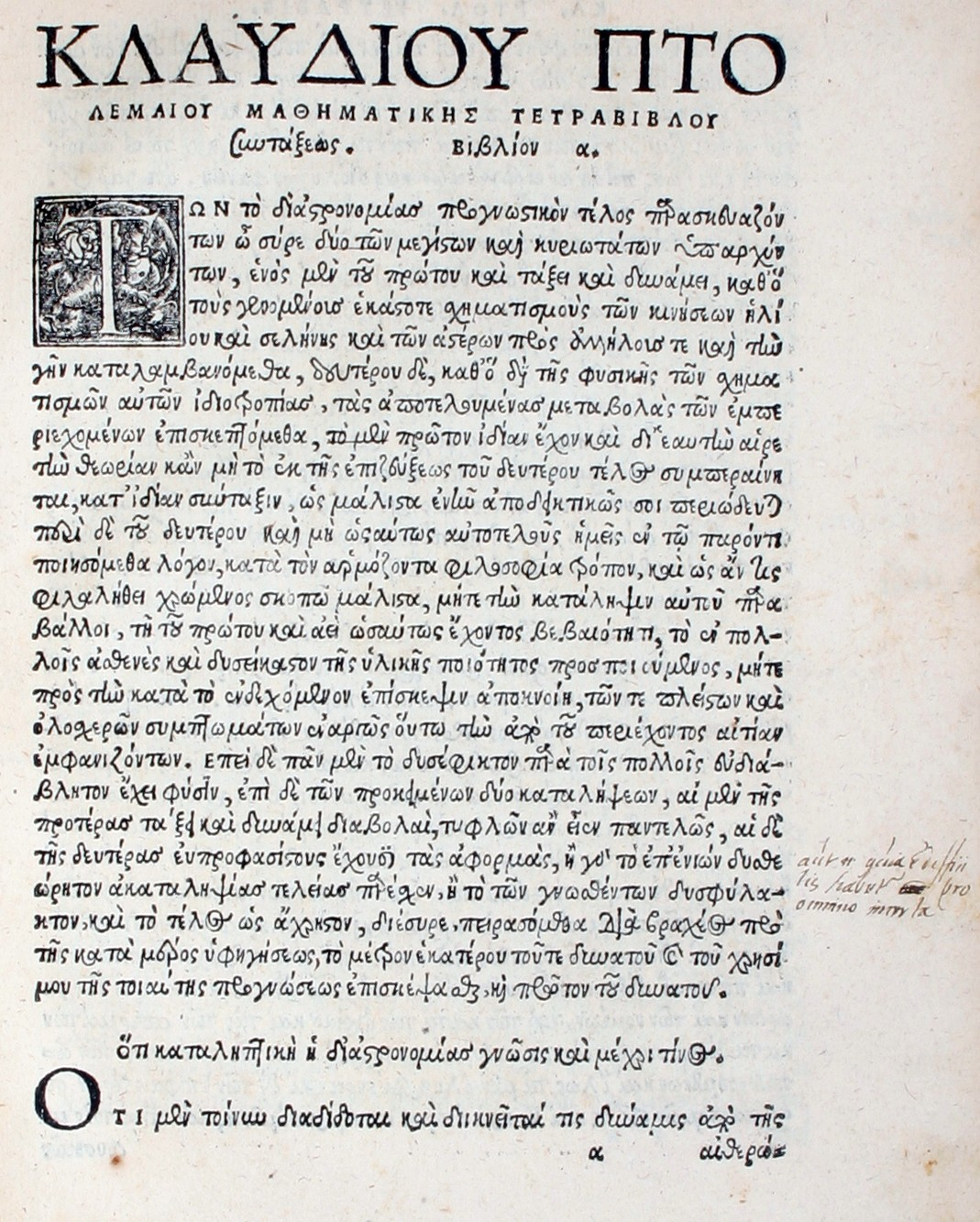
Griechische Ausgabe des Tetrabiblos von 1535

Die Erfindung des Buchdrucks im späten 15. Jahrhundert beschleunigte die Verbreitung und Häufung sowie Verbesserung astrologischer Werke und Lehrwerke wie Ephemeriden stark. Nun setzte die Produktion zahlreicher populär-astrologischer Schriften wie Vorhersagen, Jahresprognosen, Almanachen und Darstellungen der astrologischen Medizin ein. Zur Entwicklung der Renaissance-Astrologie trug bei, dass antike Schriften wiedergefunden wurden, die im Mittelalter unbekannt gewesen waren, und dass arabische und mittelalterliche Schriften in gedruckter Form Verbreitung fanden.
Die sogenannte astronomische Revolution, die Herausbildung des heliozentrischen Weltbilds, zunächst durch Nikolaus Kopernikus und dann Johannes Kepler, stellte die Astrologie vor neue Herausforderungen. Einige Astrologen versuchten, ihr System auf die neue Lehre umzustellen, doch ohne Erfolg. Kepler selbst, der wie Kopernikus und auch Galileo Galilei von der Richtigkeit einer recht verstandenen Astrologie überzeugt war, betonte, sie sei mit dem heliozentrischen Weltbild problemlos vereinbar, da es ja nicht auf die Stellung der Himmelskörper an sich ankomme, sondern auf ihre geometrische Beziehung zueinander, wie sie von der Erde aus gesehen werde. Kopernikus und Kepler verneinten weitgehend einen aristotelisch-physikalischen Einfluss der Sterne auf das menschliche Schicksal, verstanden die Astrologie in einer platonischen Perspektive mit Betonung eines ganzheitlichen Kosmos und der Entsprechung von Mikro- und Makrokosmos, verbunden mit einer symbolischen Bedeutung der Sterne. Weil Anpassungen an das neue Weltbild insofern nicht nötig sind, bedienen sich Astrologen bis heute der Begrifflichkeiten aus vorkopernikanischer Zeit. Die Kulturwissenschaftlerin Angela Schenkluhn formuliert, dass ihre „Grundannahmen auf den mathematischen Berechnungen des geozentrischen Weltbildes der Antike“ beruhen.
Problematisch für die Astrologie wurde vielmehr das neue Paradigma, das sich seit den Veröffentlichungen Kopernikus‘, Keplers sowie nicht zuletzt des (ebenfalls astrologiegläubigen) Isaac Newton durchsetzte: Statt einer kategorialen Trennung einer sublunaren und einer supralunaren Sphäre galten nun die gleichen Naturgesetze überall im Kosmos, statt der Annahme einer geheimnisvollen „Sympathie“ zwischen unbelebten Gegenständen galt nun nur das noch was empirisch messbar war. Astrologen, die sich nicht wie Kepler auf die symbolische Deutung von Sternkonstellationen beschränken wollten, sondern am traditionellen Weltbild festhielten, gaben sich der Lächerlichkeit preis.

### Niedergang
Neben der kopernikanischen Wende trugen im konfessionellen Zeitalter die massive Instrumentalisierung der Astrologie für politische, vor allem konfessionspolitische Zwecke, die Popularisierung abergläubischer Prophezeiungen und die Verschärfung der kirchlichen Kontrolle über die Wissenschaften im Zuge der Gegenreformation zu einem allmählichen Niedergang der Astrologie bei. Nach dem Konzil von Trient verbot eine Index-Kommission am 4. Dezember 1563 sämtliche Bücher, die mit Divination, Magie, Zauberei und deterministisch orientierter Astrologie zu tun hatten. In der Bulle Constitutio coeli et terrae verschärfte Papst Sixtus V. 1586 das Verbot der Astrologie, wenngleich in Italien Astrologen, die das aristotelisch-neuscholastische System gegen das kopernikanische verteidigten, weiterhin akzeptiert wurden. Mit dem Durchbruch zum heliozentrischen Weltbild geriet die Astrologie in Frankreich als altmodische und unwissenschaftliche Methode in Verruf und ihr Studium wurde den Mitgliedern der Französischen Akademie streng verboten. Am 31. Juli 1682 verbot König Ludwig XIV. astrologische Kalender und Almanache in Frankreich. Als sich gegen Ende des 17. Jahrhunderts die Naturphilosophie zunehmend einer mechanistischen Betrachtung des Universums zuwendete, verloren die philosophischen Grundlagen der Astrologie an Plausibilität.
Im Zeitalter der Aufklärung distanzierten sich gebildete Kreise noch deutlicher von der Astrologie, die sich den Kriterien der wissenschaftlichen Rationalität entzog. Obschon die Astrologie nach 1750 als Aberglaube galt, und die Aufklärer sie als „Pseudo-Wissenschaft“ betrachteten, scheiterte Friedrich der Große mit seinem Verbot der astrologischen Hauskalender am Protest der Bauern. Kaiserin Maria Theresia verbot 1756 „alle astrologischen Wahrsagereyen und abergläubischen Mutmaßungen“ in Kalendern und die Neuauflage von Ephemeriden, womit sie den Sterndeutern das Fundament entzog. Die Astrologie verschwand aus den Universitäten und aus dem öffentlichen Bewusstsein, der Astrologiehistoriker S. Jim Tester spricht von einem „zweiten Tod der Astrologie“.

### Entwicklung der modernen Astrologie
Im 19. Jahrhundert kam es speziell in England erneut zu einer Blüte astrologischer Studien, die sich an der ptolemäischen Richtung orientierten und sich vor allem mit technischen Aspekten und empirischen Überprüfungen befassten. In Frankreich dagegen wurde die Astrologie erst im späten 19. Jahrhundert überwiegend in Geheimgesellschaften wieder gepflegt. Parallel entwickelte sich im englischen Sprachraum im Umfeld der 1875 gegründeten Theosophischen Gesellschaft eine esoterische Spielart der Astrologie, deren wichtigste Vertreter Sepharial und Alan Leo waren. Leos Lehrbücher trugen sehr zur Popularisierung der Astrologie bei. In Deutschland bewirkte vor allem Karl Brandler-Pracht ab etwa 1905 ein Wiederaufleben der Astrologie. In den folgenden Jahrzehnten wurden dort diverse neue Ansätze entwickelt, u. a. die Halbsummen-Astrologie von Alfred Witte, die von den Schülern Reinhold Ebertins bekannt gemacht wurde.
In den 1920er Jahren wurden im deutschsprachigen Raum erstmals Astrologie-Titel mit stark psychologischer Orientierung in der Deutung veröffentlicht. Das erste greifbare Buch dieser Richtung stammte von Oscar A. H. Schmitz, das 1922 unter dem Titel Der Geist der Astrologie erschien und bereits von der Analytischen Psychologie Carl Gustav Jungs geprägt war. Weitere Vertreter dieser Richtung waren Herbert Freiherr von Kloeckler und die Ärztin Olga von Ungern-Sternberg. Im englischsprachigen Bereich folgte eine erste Hinwendung zur neueren Psychologie durch Dane Rudhyar mit seinem Buch The Astrology of Personality (1936).
Nach dem Zweiten Weltkrieg erfreute sich die Astrologie wieder steigender Beliebtheit. Sie erlebte eine regelrechte Blütezeit, da viele Menschen eskapistisch versuchten, aus ihrer als bedrückend empfundenen Realität zu fliehen. Nach dem Abflauen der Kriegswirkungen ließ ihre Verbreitung nach. Insofern deutet der Religionssoziologe Günter Kehrer sie als eine Art „Krisensymptom“.
In der Gegenwart bildet die Astrologie einen großen Markt, der weitgehend von der so genannten Vulgär-Astrologie abgedeckt wird: Hierzu zählen etwa kommerzielle Horoskope in Zeitungen, per Telefon oder Computer sowie mehrere Zeitschriften und Almanache. Diese Form der Astrologie gilt generell als wertlos. Sie bezieht sich ausschließlich auf die Sonnenzeichen, kann daher keine sehr spezifischen Prognosen machen, da ja ein Zwölftel der Menschheit im selben Zeichen geboren ist und schwerlich an ein und demselben Tag dasselbe Schicksal zu erwarten hat. Sie dient vornehmlich der Unterhaltung. Es gibt aber auch reine Geschäftemacher, die es unter Vorspiegelung astrologischer Kenntnisse darauf anlegen, ihren Kunden das Geld aus der Tasche zu ziehen.
In der „seriösen“ Astrologie (in Unterscheidung zur Vulgär- oder Populärastrologie) finden sich heute drei wichtige Schulen: eine, die die Astrologie als esoterische Geheimwissenschaft versteht, eine zweite empirisch orientierte, die stark statistisch arbeitet, und eine dritte, die sich an der Psychologie orientiert. Letztere steht Prognosen skeptisch bis ablehnend gegenüber und legt besonderen Wert auf die Willensfreiheit und die Entwicklungsmöglichkeiten des Menschen. Die meisten Vertreter dieser Richtung beziehen sich auf Jungs Tiefenpsychologie, in der das Synchronizitätsprinzip eine bedeutende Rolle einnimmt. Seit den späten 1960er Jahren erlebt die westliche Astrologie einen ausgesprochenen Boom. Ein wesentlicher Auslöser war das Konzept des Wassermannzeitalters, wie es durch das Musical Hair bekannt wurde. Seitdem gewinnt die Astrologie als Lebenshilfe und Mittel der Selbstfindung wieder neue Attraktivität, wobei sie verstärkt das Individuum in den Blick nimmt und auf spekulative Prognosen verzichtet. Laut dem Religionswissenschaftler Karl Hoheisel passt die verbreitete Annahme lediglich akausaler Beziehungen zwischen Gestirnen und Menschenleben aber schlecht zur Postulierung eines neuen geschichtsphilosophischen Zeitalters, dem implizit ja doch kausale Wirkungen unterstellt würden. Seit dem Fall des Eisernen Vorhangs findet sie auch zunehmend Anhänger im ehemaligen Ostblock, und im Zuge der Globalisierung verbreitet sie sich weltweit.
Es gibt verschiedene deutschsprachige Astrologie-Verbände in Deutschland, Österreich und der Schweiz, die Mehrzahl ist im Dachverband VDA (Verband deutschsprachiger Astrologen) zusammengeschlossen. Die größte dort vertretene Organisation ist der Deutsche Astrologen-Verband (DAV).

## Astrologie in anderen Kulturräumen

### China

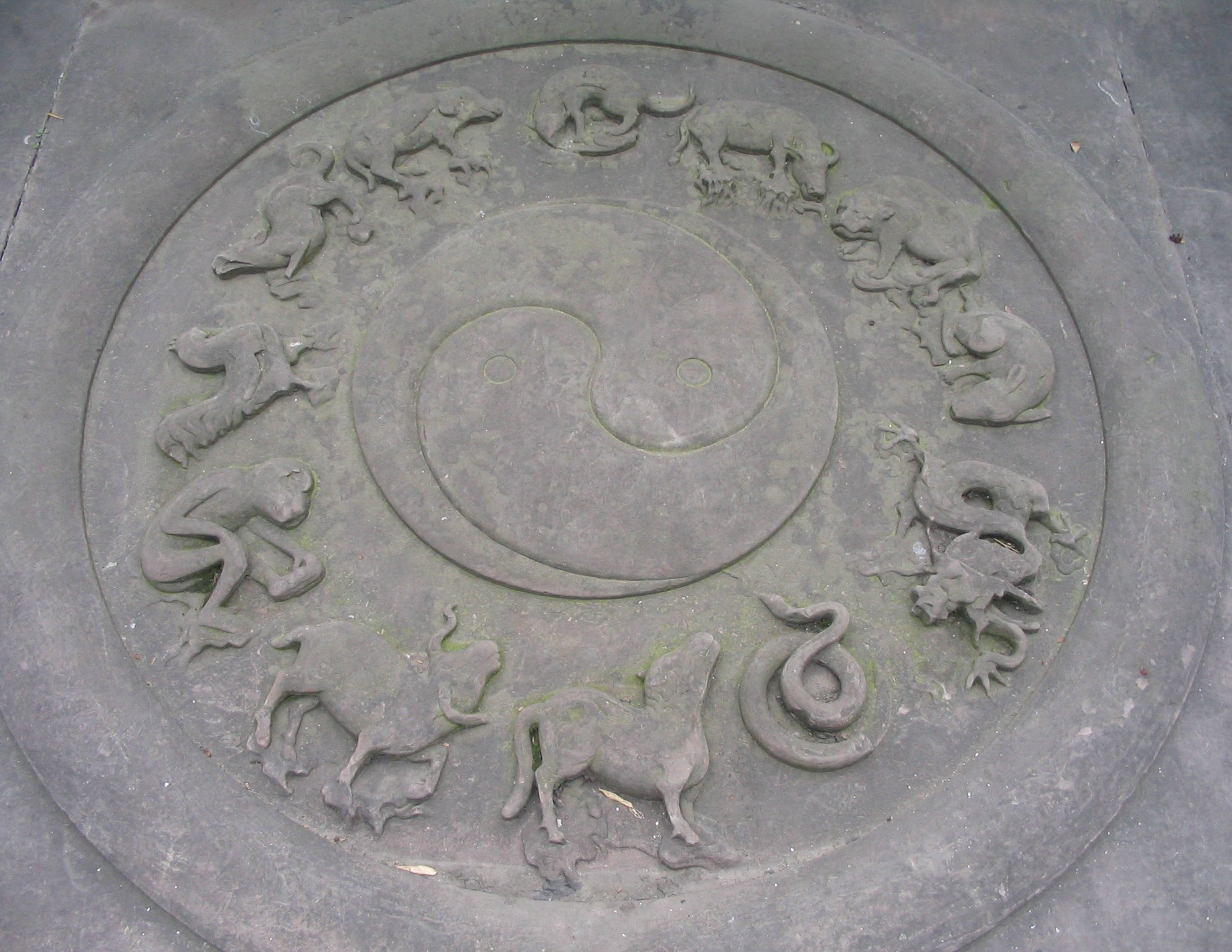
Tiere des chinesischen Tierkreises, Qingyanggong-Tempel, Chengdu

Im Kaiserreich China wurde der Kaiser als Sohn des Himmels verehrt. Mindestens seit dem 4. Jahrhundert v. Chr. beschäftigten sich chinesische Kosmographen mit der Katalogisierung von Sternbildern und der Aufzeichnung der Gestirnsbewegungen. An den fürstlichen Höfen der Kriegsherren hielten Astrologen ständig Ausschau nach zukünftigen Ereignissen, die sich am Himmel abzeichneten. Während der 2. Han-Dynastie (25–225 n. Chr.) entstanden unterschiedliche Schulen, nach welchen das Weltbild zu erklären versucht wurde. Eine der ältesten Auslegungen bezeichnete den Himmel als einen beweglichen Baldachin (t’ien kai), unter welchem die Erde in Gestalt einer viereckigen, geköpften Pyramide bewegungslos ruht. Die chinesische Astrologie schuf einen 28-teiligen, den kaiserlichen Palästen zugeordneten Mondkalender wie auch einen zwölfgeteilten Tierkreis. In der Chinesischen Astrologie nimmt eher der Jupiter als die Sonne eine zentrale Rolle ein, wodurch mittels Abstraktion auch die bekannten und in ganz Ostasien volkstümlichen Begriffe wie „Jahr der Ratte“, „Jahr des Hasen“ zustande kommen. Schon vor Christi Geburt beobachteten chinesische Astrologen den Halleyschen Kometen, ab 28 v. Chr. Sonnenflecken.

### Indien
Die indische oder vedische Astrologie wird Jyotisha genannt. Sie beruht auf bestimmten Schriften aus dem Corpus der Veden (2. Jahrtausend v. Chr.). Sie war fester Bestandteil der höheren Gelehrsamkeit und wird auch heute noch praktiziert. Die indische Astrologie bezieht viele Fixsterne in ihre Deutungen ein und bevorzugt die realen Sternbilder. Die zwölf Tierkreiszeichen, nach denen in der heutigen westlichen Astrologie die jeweils 30° großen Himmelsabschnitte benannt wurden, werden in der indischen Astrologie ebenfalls benutzt und haben sogar ähnliche Namen (Mesha – Widder, Kartaka – Krebs usw.). Manchmal wird die indische Astrologie auch „Mondastrologie“ genannt, weil die Position des Mondes das eigentliche „Sternzeichen“ darstellt. Die wichtigsten erhaltenen Werke vedischer bzw. indischer Astrologie sind das Brihat-Jataka von Varaha Mihira und das Hora Shastra von Parashara Muni. Als zeitgenössische Autoren wichtiger astrologischer Abhandlungen sind in Indien besonders B. V. Raman, Ojhas und Shyamasunadara Dasa bekannt geworden. B. V. Raman schrieb über ein Dutzend Werke in englischer Sprache, wie Graha Bhava Balas und Notable horoscopes. Im Gegensatz zur heutigen westlichen Astrologie geht die indische Astrologie vom real sichtbaren Sternenhimmel aus, bei dem die jährliche Verschiebung der Polarachse berücksichtigt wird (Ayanamsa). Deshalb gibt es einen Unterschied von etwa 24 Grad zwischen der Position der Planeten in der westlichen und der indischen Astrologie. Es gibt in Indien viele Tempel, in denen von den Astrologen die neun Hauptplaneten (Nava Graha) als Gottheiten verehrt werden. Auch kennt sie neben der Erstellung eines Geburtshoroskopes noch viele andere Techniken der Weissagung, wie Prashna, d. h. die Berechnung des Zeitpunktes einer konkreten Frage. Weltweites Aufsehen erregte in neuerer Zeit die Existenz sogenannter Palmblattbibliotheken, von denen in Indien einige Dutzend existieren, die aber nicht alle von den führenden Astrologen anerkannt sind. Hier wurde angeblich auf Palmblättern vor einigen Jahrtausenden die gesamte Geschichte der Menschheit festgehalten. Einige dieser angeblich antiken Dokumente wurden jedoch inzwischen als plumpe Fälschungen entlarvt.

### Maya

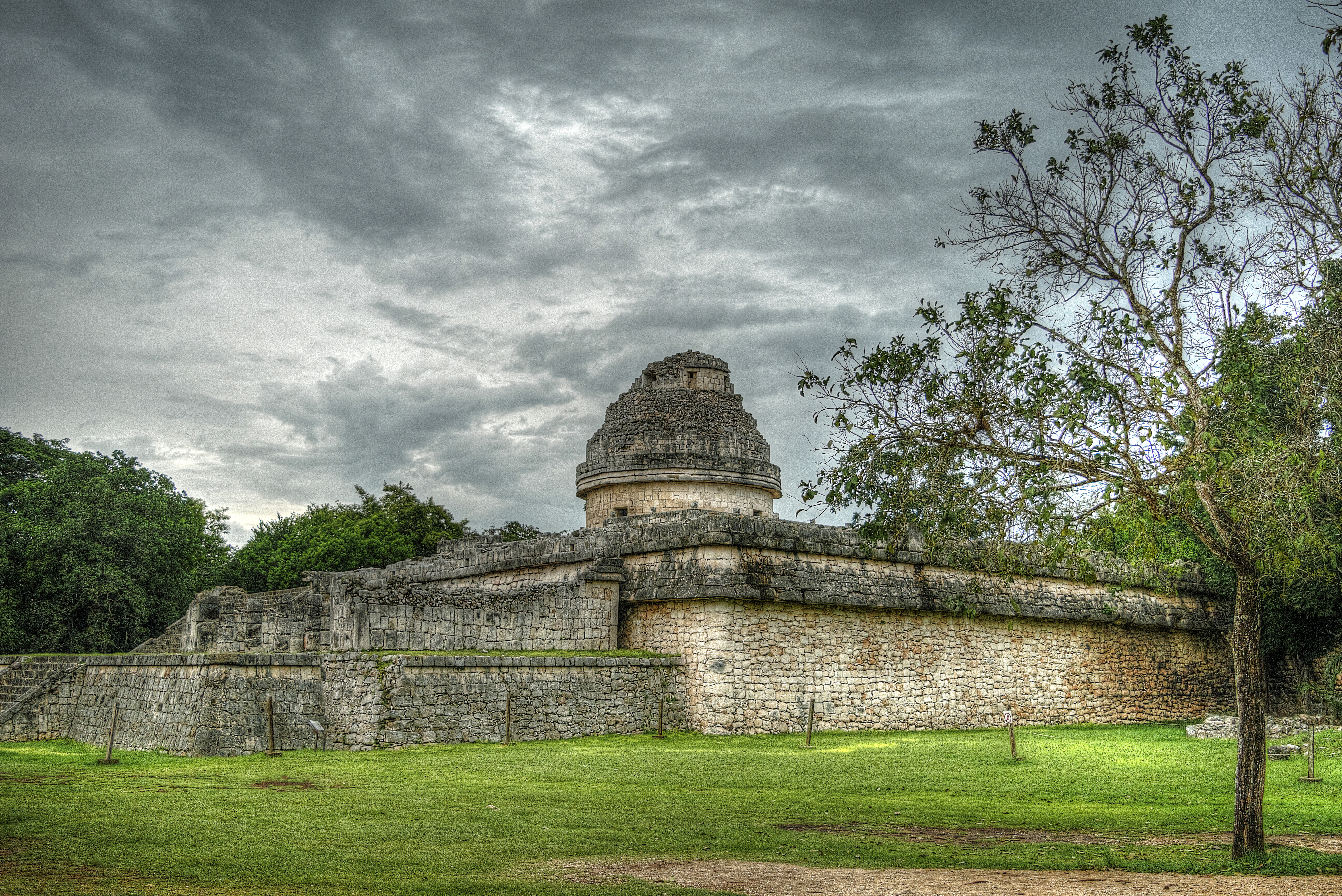
Das Caracol-Observatorium in der antiken Stadt Chichén Itzá in Mexiko

Aus präkolumbianischer Zeit liegen für Mittelamerika Hinweise auf astrologische Aktivitäten vor, vor allem für die Zivilisation der Maya. Dort wurde neben Sonne und Mond vor allem der Venus große Bedeutung beigemessen. Diese galt als Unglücksbote und Kriegsbringer und wurde daher sehr aufmerksam beobachtet. Insbesondere das Erscheinen der Venus als Morgenstern wurde als unheilvoll betrachtet; dem Morgenstern waren mehrere Kriegsgottheiten zugeordnet. Das durch die Venus verkündete Unheil versuchte man durch Zeremonien abzuwenden. Der Tierkreis der Maya bestand aus dreizehn Zeichen.

## Das Horoskop
In der westlichen Astrologie werden Aussagen und Deutungen oft aus einem Horoskop bzw. einer Horoskop-Grafik abgeleitet, welche die Positionen der Himmelskörper stark vereinfachend zweidimensional darstellen. Diese Positionen für ein Horoskop wurden bereits in der Antike mathematisch auf Basis tabellarischer Ephemeriden errechnet, da der Großteil der entsprechenden Himmelskörper zu einem bestimmten Zeitpunkt nicht beobachtbar bzw. sichtbar waren und sind: wegen Tageslicht und Wolken, bei Nacht und da der Himmel nur über dem Horizont sichtbar ist. Heutzutage kann das auch mit Hilfe von Computerprogrammen geschehen. Bei der Deutung des Horoskops spielen tradierte Interpretationsmuster eine Rolle, an die der Astrologe aber nicht gebunden ist.
Vielfach verwendete Grundelemente des Horoskops sind beispielsweise der Tierkreis, die Planeten und deren Aspekte sowie die sogenannten Horoskop-Häuser, der Aszendent und verschiedene Knotenpunkte wie aufsteigender Mondknoten sowie sensitive Punkte wie der sogenannte Glückspunkt. Der Tierkreis ist eine Einteilung der geozentrisch betrachteten Bahn der Sonne (Ekliptik) über den Fixsternhimmel in zwölf gleich große Abschnitte. Die zwölf Abschnitte sind die Tierkreiszeichen. Die Planeten der Astrologie sind die „Wandelsterne“ der früheren geozentrischen Astronomie, also diejenigen Himmelskörper, die sich von der Erde aus betrachtet sichtbar gegenüber dem Fixsternhimmel bewegen. Neben den Planeten der heutigen Astronomie sind das auch Sonne und Mond. Die Häuser sind ebenfalls eine Teilung der Ekliptik in zwölf Abschnitte, in diesem Fall nach der Sichtbarkeit zum betreffenden Zeitpunkt an dem betreffenden Ort.

### Berechnung
Mit der Berechnung eines Horoskopes ist normalerweise die Erstellung einer Horoskop-Zeichnung bzw. -Figur für ein Ereignis an einem bestimmten Ort auf der Erde und eine bestimmte Zeit gemeint. Mit der Zeichnung wird in einer lediglich zweidimensionalen Perspektive das Sonnensystem aus Sicht des Ereignisortes abgebildet. Der Ort wird nach geografischer Länge und Breite berücksichtigt, die Ereignis-Zeit am Ort in astronomische Sternzeit umgerechnet. Grundlagen sind rein astronomische Berechnungsmethoden. Früher wurden zur Berechnung die Ephemeriden und sogenannte Häusertabellen (zur Berechnung der Horoskop-Häuser) genutzt; heute wird meistens eine Astrologie-Software verwendet, die auf diese zurückgreift. Das Ereignis kann eine Geburt sein, eine Krönung oder Staatsgründung, eine Vertragsunterschrift oder Schiffstaufe, auch Unglücke aller Art, Grundsteinlegungen oder Jahreshoroskope usw. Dem erst folgt die eigentliche astrologische Tätigkeit, die Deutung.

### Verschiedene Horoskoparten

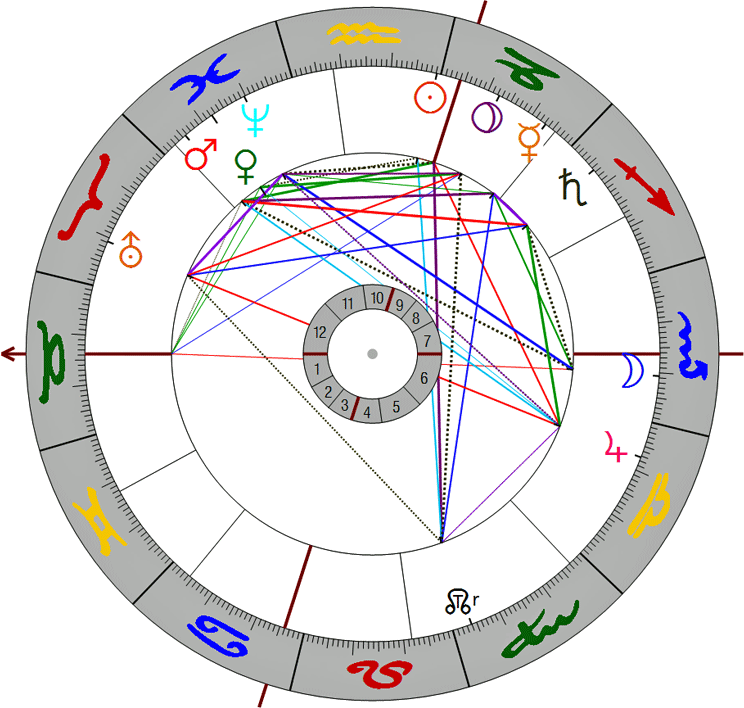
Modernes Horoskop (Radix): Vereidigungs-Horoskop von Donald Trump

Einige geozentrische Horoskopformen im Überblick:
1. Geburtshoroskop (Radix): Es soll die Deutungsgrundlage für die Beschreibung der Persönlichkeitsmerkmale und des Schicksals eines Menschen, eines anderen Lebewesens oder auch eines Staates sein. Das Radixhoroskop gibt grafisch die genaue Gestirnstellung zu einem bestimmten Zeitpunkt wieder. Fügt man diesem ein weiteres, ich entstandenes hinzu, spricht man von einem Transithoroskop, aus dem der Astrologe die astrologische Konflikt- oder Harmoniesituation zu diesem Zeitpunkt ablesen kann.
2. Elektionshoroskop: Es wird auf einen beliebigen Zeitpunkt in der Zukunft erstellt und soll dabei helfen, günstige „Konstellationen“ für geplante Unternehmungen auszuwählen. In der klassischen Astrologie bis in das Mittelalter hinein war diese Art der Astrologie ein wichtiger Zweig, der vor bedeutsamen politischen Ereignissen und auch für den Zeitpunkt einer kriegerischen Handlung als Orakel verwendet wurde.
3. Partnerschaftshoroskop (auch Beziehungshoroskop, Synastrie): Dieses soll Aufschluss über die Beziehung zwischen Menschen und auch Institutionen (Vergleich von Staatshoroskopen) geben, also auch die Beziehung zwischen Geschäftsfreunden, Arbeitskollegen, zwischen einem Elternteil und einem Kind oder zwischen Geschwistern.

Davon zu unterscheiden ist die Publikationsform des sogenannten Zeitungshoroskops. Als deren Erfinder gilt der Brite R. H. Naylor. Am 24. August 1930 veröffentlichte er im Sunday Express ein ausführliches Horoskop der neugeborenen Prinzessin Margaret und sagte im selben Beitrag verschiedene Ereignisse für die laufende Woche voraus. Naylor veröffentlichte am 31. August desselben Jahres einen Folgebeitrag mit geburtstagsabhängigen astrologischen Vorhersagen für Personen, die im September geboren waren. Am 5. Oktober folgte ein entsprechender Artikel für Personen mit Geburtstag im Oktober. Ab dem 12. Oktober 1930 wurde daraus eine wöchentliche Kolumne. Bezüge auf das Tierkreiszeichen enthielt die Kolumne ab 1935. Später teilte Naylor seine Vorhersagen nicht mehr nach Monaten ein, sondern nach dem Datumsbereich des jeweiligen Tierkreiszeichens. Dieses Publikationsformat für Horoskope wurde nach und nach von zahlreichen Zeitungen und Zeitschriften übernommen und erfreut sich bis heute großer Beliebtheit.

### Planeten

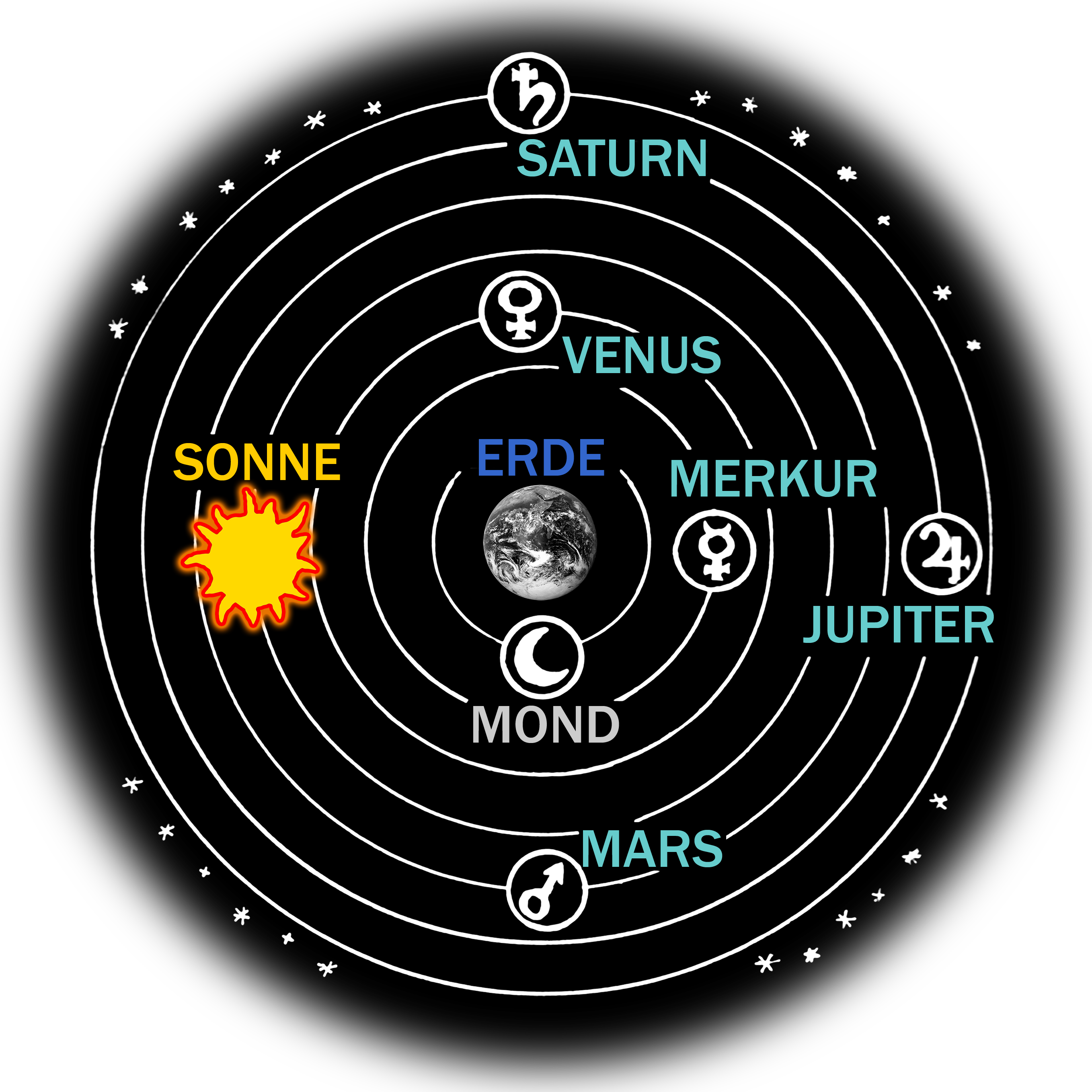
Geozentrisches Weltbild nach Claudius Ptolemäus.

Die klassische Astrologie berücksichtigt vor allem die mit bloßem Auge sichtbaren sieben „Planeten“ (Wandelgestirne) im Rahmen des geozentrischen Weltbilds: Mond, Merkur, Venus, Sonne, Mars, Jupiter und Saturn. Nach der Entdeckung der Planeten Uranus (1781) und Neptun (1846) und des Zwergplaneten Pluto (1930) wurden diese nachträglich in das astrologische Weltbild integriert, und gelegentlich werden auch weitere Zwergplaneten und Asteroiden, zum Beispiel (1) Ceres und (4) Vesta, herangezogen.
Im 17. Jahrhundert nennt der Astrologe William Lilly für die Himmelskörper u. a. noch folgende Qualitäten/Eigenschaften:
- Mond: weiblicher, nächtlicher Planet; kalt, feucht, phlegmatisch; gut gestellt: ruhige, gelassene Art, zartes Wesen; ängstlich, friedliebend, unbeständig; neigt dazu, umzuziehen und Wohnung umzustellen; Liebhaber ehrlicher und geistreicher Wissenschaften; schlecht gestellt: Vagabund, ohne Geist, unberechenbar, mit keiner Lebensbedingung zufrieden;[105]
- Merkur: weder männlich noch weiblich; kalt und trocken, melancholisch; gut gestellt: Menschen mit spitzfindigem, staatspolitischem Gehirn, Intellekt und Wahrnehmung; sehr guter Gegner und Logiker; beredsam; lernt fast alles ohne Lehrer; unermüdliche Phantasie, Händler, Sucher von Mysterien; sehnt sich nach Reisen und fremden Landstrichen; schlecht gestellt: mühseliger Verstand, verwirrter Mann mit Zunge und Feder gegen jeden; Lügner, Schwätzer, Geschichtenerzähler, leichtgläubig, Esel ohne eigenen Stadtpunkt und Meinung; ohne Urteilskraft, Stehler;[106]
- Venus: weiblicher Planet, mäßig kalt und feucht, nachtbetont, das kleiner Glück, Urheber von Fröhlichkeit und Lustigkeit, bei den Launen phlegmatisch in Blut und Geist; gut gestellt: ruhiger Mensch, angenehm, nett und sauber; liebt Fröhlichkeit in Wort und Handlung; musikalisch; mag Bäder, fröhliche Treffen und Bühnenspiele; meidet Arbeit und Mühsal; Gesellschafter; schlecht gestellt: liederlich, verschwenderisch, Ehebrecher, ohne Guthaben; Atheist und ungezwungener Mann, verbraucht sein Vermögen in Bierhäusern und Tavernen; fauler Geselle;[107]
- Sonne: heiß, trocken, männlich, Tagplanet, bei guter Stellung gleichbedeutend mit Glück; gute Stellung: vertrauensvoll, hält Versprechen; dringendes Verlangen, überall zu regieren und zu herrschen; klug und große Urteilskraft; leutselig, sehr menschlich zu allen Leuten, großherzig, liebt Pracht und Herrlichkeit; schlecht gestellt: arrogant, überheblich, schätzt Menschen gering, anstrengend, töricht, Verschwender, rastlos;[108]
- Mars: männlich, Nachtplanet, heiß und trocken, cholerisch, das kleine Unglück, Urheber von Streit; gut gestellt: in Kriegskunst und Mut unbesiegbar, unterwirft sich keinesfalls, kühn, standhaft, streitsüchtig, liebt den Krieg, wagt jede Gefahr, gehorcht keinem; schlecht gestellt: Schwätzer ohne Maß und Ehrlichkeit, Mörder, Anstifter und Aufrührer, Verräter, unbesonnen, Unterdrücker, gewalttätig;[109]
- Jupiter: Tagplanet, männlich, mäßig heiß und feucht, das große Glück, Urheber von Mäßigkeit, Gerechtigkeit; gut gestellt: großmütig, vertrauensvoll, macht glorreiche Dinge, ehrenwert, religiös, liberal, respektvoll alten Menschen gegenüber, Liebhaber von fairem Teilen, weise, kraftvoll; schlecht gestellt: heuchlerisch religiös, verschwendet Erbe, dogmatisch, sorglos, abtrünnig, jeder prellt ihn; von grober Aufnahmefähigkeit;[110]
- Saturn: Tagplanet, kalt, trocken, erdig, männlich, größeres Unglück, Urheber von Einsamkeit; gut gestellt: profunde Vorstellungskraft, ernst in seinen Handlungen, in Worten zurückhaltend, sehr sparsam im Sprechen und Geben; bei der Arbeit geduldig, strebsam, in Diskussionen gewichtig; schlecht gestellt: neidisch, misstrauisch, gewinnsüchtig, stur, verborgener Lügner, niemals zufrieden, bösartig;[111]

Peter Niehenke führt dagegen in Astrologie. Eine Einführung (2000) zu den Himmelskörpern diese astrologischen Grundprinzipien an:
- Mond: Aufrechterhaltung der Lebensprozesse, Bedürfnis nach menschlicher Nähe und Geborgenheit, assoziatives Denken, Träumen;
- Merkur: Zentrales Nervensystem, Informationsverarbeitung, Sprache, Nüchternheit, Zweckdenken, Verstand;
- Venus: homöostatische Prozesse, weibliche Geschlechtsorgane, Lust-Unlust, Sexualität, denken eher in ästhetischen Kategorien;
- Sonne: Antriebskraft, Lebensenergie, Herz, Selbstbewusstsein, mit sich im Einklang sein, Mentalität (Denkungsart, Einstellungen);
- Mars: Muskeln, Blut, männliche Geschlechtsorgane, Aggression, Risikobereitschaft, Scharfsinn, Denken in klaren Alternativen;
- Jupiter: Wachstum, Reifen, die Assimilation von Nährstoffen, Leber; Bedürfnis, gut zu sein; Talent zum Glück; Vernunft; Fähigkeit, intuitiv größere Zusammenhänge zu erkennen;
- Saturn: Abwehr, Milz, Haut, Schmerz, Anpassungsbereitschaft, Gedächtnis;
- Uranus: Beziehungen zum Nervensystem, Hypophyse; Impuls, Veränderungen vorzunehmen; Intuition, Geistesblitz;
- Neptun: Sonnengeflecht, Durchlässigkeit und Verbundenheit; Altruismus, Ahnen, erfinden;
- Pluto: Regeneration, biologischer Tod; Drängen zu destruktiven Handlungen; Zerstörung der Lebensgrundlagen; aktiv auf Beendigung gerichtet;

Der Astronom und Astronomie-Historiker Jürgen Hamel wiederum notiert in Begriffe der Astrologie (2010) u. a. folgende astrologischen Planetenzuordnungen:
- Mond: weibliche Macht, Symbol für Rhythmus, zyklische Zeit, Veränderung, Unbeständigkeit des Irdischen, beherrscht die Zeiten, weiblich, feucht und kalt;[114]
- Merkur: Führer, Bote, Redner, Beschützer des Handels, steht in Verbindung mit Wissenschaft, wenig ausgeprägt, ihn aspektierende Planeten prägen ihn; kalt und feucht; Neigung zu Rhetorik, Geometrie und Philosophie;[115]
- Venus: das kleine Glück, Liebe, Fruchtbarkeit, Krieg, weiblich, kalt und feucht, irdische Freude, vorübergehendes Wohl, Gesang, Musik;[116]
- Sonne: männlich, positiv, warm und mäßig trocken, gütig, Symbol für Herrscher aller Art, Verbindung zu Gold, Verständnis und Freigiebigkeit, Reichtum, mild und ehrlich, gerecht;[117]
- Mars: das kleine Unglück, Krieg, aufrührerisch, unberechenbar, Anstrengung, männlich, trocken und heiß, Arbeitskraft, Unternehmungslust;[118]
- Jupiter: männlich, großes Glück, mäßig warm und feucht, streben nach höheren Werten, Großzügigkeit, Aspekte des gesellschaftlichen Zusammenlebens, friedlich, Gerechtigkeit, vernünftig und weltweise, religiös, fröhlich; hilft Leuten, sobald er kann;[119]
- Saturn: das große Unglück, kalt und trocken, männlich, Gerechtigkeit, Beständigkeit, Ordnung, Konzentration aufs Wesentliche, Realitätsbezug, Disziplin, Abgrenzung (zu anderen), Herr der Zeit, Verderber und Feind der Natur, verkörpert Arbeiten müssen, schwer, Schwermut, selten reich, unglücklich, bleibt gerne allein,[120]
- Uranus: Streben nach Freiheit und Individualität, schöpferische Ideen und Impulse, intuitive Verbindung zu universellem Bewusstsein, plötzlicher Umschwung, Aufbruch in andere Dimensionen;[121]
- Neptun: weiblich, Grenzen langsam auflösend, Sehnsucht, Transzendenz, Spiritualität, Aufgehen in Größerem, Inspiration;[122]
- Pluto: Massenbewegungen, tiefe Wandlungsprozesse, Krise, Heilung, Transformation, Intensität, Urgewalt;[123]

### Tierkreiszeichen

Tierkreis

Zusammenschau von siderischen Sternbildern und tropischem Tierkreis (schematisch) für das Jahr 2000

Es gibt zwei unterschiedliche Tierkreiszeichen-Systeme, die denselben Messkreis, den 360°-Tierkreis mit zwölf Zeichen zu je 30°-Abschnitten auf der Ekliptik benutzen. Dabei differieren die Positionen der astrologisch berücksichtigten Himmelskörper und Zeichen zwischen den Systemen. Die überwiegend westlich ausgerichtete Methode benutzt den tropischen Tierkreis. Die Abschnitte bzw. einzelnen Tierkreiszeichen tragen die gleichen Namen wie Namen die antik ursprünglich neben ihnen liegenden Sternbilder.
Siderischer Tierkreis
Die überwiegend indisch ausgerichtete Methode, als Vedische Astrologie bekannt, benutzt die Sternbilder des siderischen Tierkreises. Sie teilt den Messkreis wie beim tropischen Tierkreis in zwölf Abschnitte zu 30° und orientiert sich nach wie vor an dem antiken Sternbild Widder als Beginn für den Tierkreis, dessen Ayanamsha-Wert – ein in den Ephemeriden aufgeführter Wert, der angibt, um wie viele Bogengrade, -minuten und -sekunden sich der tropische vom siderischen Tierkreis unterscheidet – sich offiziell an der Opposition zu Spica orientiert. Da sich die jährlich wiederkehrenden Positionen der Sternbilder aufgrund der Präzession ganz langsam ändern (um ca. 1° in 72 Jahren), wandert der Punkt des Frühjahr-Äquinoktiums um den 21. März im tropischen Tierkreis scheinbar rückwärts entlang der Tierkreis-Sternbilder derzeit durch das Sternbild Fische und wird nach Vedischer Sternbild-Einteilung im Jahr 2442 n. Chr. das Sternbild Wassermann erreichen.
Tropischer Tierkreis
In der westlichen Astrologie wird weitgehend der tropische Tierkreis verwendet. Seine Ausrichtung an den vier Ekliptikpunkten der Äquinoktien und Solstitien der Sonne gab dem tropischen Tierkreis seinen Namen, der sich ableitet vom griechischen τρόποι, trópoi, was „Wendungen, Wendepunkte“ bedeutet. Anhand der Äquinoktien und den Solstitien wird dabei ausgehend vom Frühlingspunkt die Ekliptik in zwölf Abschnitte zu 30° unterteilt, die zwölf Tierkreiszeichen. Der tropische Tierkreis ist also eine geometrische Abstraktion, da er nicht mit den Sternbildern auf der Ekliptik korrespondiert. In der Spätantike, nach dem 5. Jahrhundert, setzte er sich schließlich gegen den siderischen Tierkreis durch. Astronomen hatten schon mehrere Jahrhunderte zuvor bemerkt, dass der damals noch am siderischen Tierkreis bzw. Ekliptiksternbild Widder und an den früher so bezeichneten „Normalsternen“ genormte astronomische Frühlingsbeginn immer später im Jahreslauf erreicht wurde, mithin aufgrund der Präzession in Richtung meteorologischer Sommer wanderte, wodurch sich auch die Ekliptiksternbilder im Verhältnis zum Jahreskreis verschoben.
Um etwa 300 v. Chr. entwickelte sich im Hellenismus die Idee, den einzelnen Tierkreisabschnitten eine bestimmte Deutung zu unterlegen. Unterstützt wurde sie von der bereits seit langem in Ägypten praktizierten Unterteilung des Himmels in Dekane mit ihren Bedeutungen. Später entwickelten sich daraus die Dekan-Deutungen innerhalb der Geburtshoroskopie. Aufgrund der bereits bekannten Vier-Elemente-Lehre (Wasser, Luft, Feuer, Erde), die sich vom 6. bis 5. Jahrhundert v. Chr. ausgebildet hatte (Thales von Milet, Anaximenes, Heraklit, Empedokles), in antiken Vorstellungen Ausdruck einer grundlegenden Vierheit, sowie der Harmonielehre der Pythagoreer, die mit Zählsteinen geometrische Figuren, Dreiecke (Trigone) und Vierecke (Tetraktys), formten und ihnen große Bedeutung beimaßen (ungerade Zahlen: begrenzt, männlich; gerade Zahlen: unbegrenzt, weiblich) entstand zusammen mit dem Tierkreis eine neue Kombination und Zuordnung.
Doch erst mit Aristoteles’ (384–322 v. Chr.) damals sehr erfolgreichen, systematisierenden Ausführungen zu Physik und Kosmos wurde die etablierte Vier-Elemente-Lehre fest in den Komplex astronomisch-astrologischer Lehren übernommen. Zusätzlich erweiterte er die Vier-Elemente-Lehre mit den Zuordnungen Trockenheit bzw. Feuchtigkeit und Wärme bzw. Kälte. Die sich daraus bildende Zusammenstellung führte zu einer Ordnung, in der sich bilden: Trockenheit und Wärme das Feuer; Feuchtigkeit und Wärme die Luft; Feuchtigkeit und Kälte das Wasser; Trockenheit und Kälte die Erde.
Die vier Elemente werden u. a. in Verbindung mit den Tierkreiszeichen-Qualitäten bzw. -Modalitäten kardinal, fix und beweglich bzw. variabel den zwölf Zeichen zugeordnet, in dem jeweils ein Element und eine Modalität mit einem Tierkreiszeichen verbunden werden. Der Löwe beispielsweise gilt daher als Feuer-Zeichen mit fixer Qualität, Merkmale wie Stabilität und Ausdauer, Unbeirrbarkeit und Festigkeit usw. zählen zu den fixen Qualitäten. Die Tierkreiszeichen können weiterhin nach den jeweiligen Elementen in die Feuerzeichen (Widder, Löwe, Schütze) und Erdzeichen (Stier, Jungfrau, Steinbock), in Luftzeichen (Zwillinge, Waage, Wassermann) und Wasserzeichen (Krebs, Skorpion, Fische) eingeteilt werden.
Die zwölf Zeichen werden zudem noch häufig nach den zwei Geschlechtern weiblich und männlich unterschieden, abwechselnd aufeinanderfolgend im Tierkreis: Das Tierkreiszeichen Krebs gilt als weiblich, das nachfolgende Löwe-Zeichen entsprechend als männlich, die dem Löwe-Zeichen folgende Jungfrau wiederum als weiblich usw.

### Aszendent
Der Aszendent bildet den zu einem bestimmten Zeitpunkt am Horizont aufsteigenden Ekliptik-Punkt ab, der an einem bestimmten Zeitpunkt und Ort im Osten des Ereignisortes aufsteigt, er fällt auf einen bestimmten Grad des zeitgleich am Osthorizont stehenden Tierkreiszeichens. Der Aszendent wird als eigenständiger, besonders wichtiger und individueller Wirkpunkt im Horoskop betrachtet, der einerseits den Anfang des I. Hauses abbildet, alle nachfolgenden Horoskophäuser sind vom Aszendenten abhängig. Andererseits wird ihm astrologisch eine besondere Qualität und Funktion zugeordnet, die vielfach ähnlich bedeutsam wie jene der Sonne im Horoskop sein soll. So verbindet man den Aszendenten beispielsweise mit den persönlichen Anlagen des Geborenen, dem im Leben angelegten Grundbedürfnis, Charakter und Temperament, der Erscheinung und Körperlichkeit, der Individualität eines Menschen, in der psychologischen Astrologie das Ich schlechthin, in Zusammenhang mit dem Tierkreiszeichen bzw. auch Tierkreiszeichen-Abschnitt, in welchem der Aszendent steht.

### Häuser oder Felder
Der genaue Zeitpunkt und der geographische Ort, für den ein Horoskop berechnet wird, bestimmen die Position der 12 Häuser, auch Felder genannt. Die Häuser sind die Darstellung des geozentrischen Blickwinkels von einem geographischen Punkt aus auf den Tierkreis. Der Punkt der Ekliptik, der gerade im Osten über den Horizont steigt, wird Aszendent (ASC) genannt und markiert den Beginn (die „Spitze“) des 1. Hauses. Daraus ergibt sich der im Horoskop dem Aszendenten genau gegenüberliegende Deszendent (DSC), der dem westlichen Schnittpunkt von Horizont und Ekliptik entspricht und zugleich die Spitze des 7. Hauses bildet. Die weitere Aufteilung, wobei die Häuser im Horoskop gegen den Uhrzeigersinn durchgezählt werden, erfolgt aufgrund der Schnittpunkte der Ekliptik mit dem örtlichen Meridian, wobei der obere (südliche) Schnittpunkt Medium coeli (MC, Himmelsmitte) genannt wird, der untere (nördliche) Schnittpunkt Imum coeli (IC, Himmelstiefe). Das MC ist die Spitze des 10. Hauses, das IC die Spitze des 4. Hauses. Die Spitzen der übrigen Häuser ergeben sich durch Dreiteilung der aus den Achsen ASC-DSC (Horizontachse) und MC-IC (Vertikalachse) entstehenden Quadranten. Diese Beschreibung entspricht der Häuseraufteilung mittels eines der sogenannten inäqualen Häusersysteme, wie zum Beispiel dem heute meistverbreiteten Placidus-Häusersystem.
Anders als die Position der Planeten auf dem Tierkreis, die auf der ganzen Welt gleich ist und sich im Lauf eines Tages nur wenig ändert, ist die Häuseraufteilung stark von geographischem Ort und vor allem dem Zeitpunkt abhängig. Innerhalb von Minuten verschiebt sich der Aszendent um mehrere Grade, womit sich das Horoskopbild grundlegend verändern kann. Die Häuseraufteilung und hier vor allem die Aspekte der Häuserspitzen spielen daher eine wesentliche Rolle bei der Individualisierung des Horoskops.
Die Deutung der Häuser folgt dabei wie bei den Tierkreiszeichen einer langen, bis in die Antike zurückreichenden Tradition, weist aber dennoch Abweichungen auf von Schule zu Schule und zwischen den Astrologen.

### Aspekte
Der Abstand zwischen zwei Horoskopfaktoren, wie den Planeten, wird durch Winkel ausgedrückt. Einigen Winkelgrößen wird eine besondere Bedeutung zugemessen, diese Winkel werden als Aspekte (lateinisch aspiciere – anblicken, betrachten) bezeichnet und in Horoskopen häufig als Verbindungslinien eingezeichnet. Traditionell waren dies bis weit ins 20. Jahrhundert das Sextil und das Quadrat, das Trigon und die Opposition sowie die Konjunktion. Letztere galt antik wie auch noch Jahrhunderte später nicht als Aspekt und speziell die Konjunktion von Jupiter sowie Saturn erfuhr seit der Spätantike bis weit in die Neuzeit hinein eine gesonderte Deutung unter dem Begriff der Großen Konjunktion für die astrologische Geschichtsbetrachtung. Als Sonderfall gelten häufig die sogenannten Spiegelpunkte, die in der Astrologiegeschichte wiederum teilweise nicht zu den Aspekten gerechnet und entsprechend eben sowenig mitgedeutet wurden. Mittlerweile werden eine immer noch zunehmende Zahl von weiteren Aspekten, je nach astrologischer Richtung oder Schule, in die Deutung einbezogen. So z. B. das Halbquadrat oder Quintil. Die von Alfred Witte eingeführten Halbsummendeutungen berücksichtigen insbesondere die Symmetrieeigenschaften der Aspekte. Nach astrologischer Auffassung beschränkt sich die Wirksamkeit der Aspekte nicht auf die exakten Winkelabstände, die praktisch nie gegeben sind. Vielmehr wird um diese herum ein Streubereich, der sogenannte Orbis zugelassen, der je nach astrologischer Schule unterschiedlich groß sein kann. Neuere Auffassungen gehen von einer kontinuierlichen Abnahme der Wirksamkeit mit dem Abstand von exaktem Wert aus.

## Rezeption
Die Kritik an der Astrologie bewegte sich lange Zeit zumeist auf einer abstrakten und philosophischen Ebene. So wurden etwa die unterschiedlichen Schicksale von Menschen diskutiert, die zum selben Zeitpunkt geboren waren, oder das Fehlen plausibler Darlegungen, wie die postulierten astrologischen Einflüsse stattfinden sollten. Heutige Kritik an der Astrologie beruft sich dagegen vor allem auf kontrollierte empirische Studien, in denen die – auch psychologisch begründbare – Fähigkeit von Astrologen geprüft wurde, aus Horoskopen Aussagen über die zugehörige Person abzuleiten, die aber regelmäßig keine über den Zufall hinausgehende Trefferrate zum Ergebnis hatten.

### Empirische Studien
Im Jahr 1979 stellte Kelly in einer Metaanalyse der bis dahin vorliegenden Studien fest, dass
1. die große Mehrheit der empirischen Studien, die zu dem Zweck durchgeführt wurden, die astrologische Lehre zu überprüfen, deren Behauptungen nicht bestätigen konnte, und dass
2. “the few studies that are positive need additional clarification.” (deutsch: „die wenigen stützenden Studien weiterer Klärung bedürfen.“)[137]

Einige wissenschaftliche Studien kamen zu dem Ergebnis, dass es keinen feststellbaren Zusammenhang gebe zwischen Deutungselementen der Astrologie und menschlichen Eigenschaften wie Intelligenz oder Persönlichkeit, wie sie in der Psychologie typischerweise begrifflich operationalisiert werden. Auch weitere Untersuchungen konnten einen Zusammenhang zwischen Sternzeichen und der Persönlichkeit nicht nachweisen. Bei der Voraussage künftiger Ereignisse schneiden Astrologen nicht besser ab als bei zufälligem Erraten. Eine der bekanntesten Untersuchungen ist der Doppel-Blindtest von Shawn Carlson, der 1985 in der Fachzeitschrift Nature publiziert wurde.
David Voas ging der Frage nach, ob der Erfolg in der Beziehung und ein Hingezogenfühlen zum Lebenspartner mit den astrologischen Aussagen, die spezifisch dies konstatieren, korrelieren. Hierfür standen ihm Personendaten von über elf Millionen Menschen aus Wales und England zur Verfügung. Die Studie zeigte, dass weder Ehen von unter astrologischen Gesichtspunkten „geeigneteren“ Partnern länger anhalten würden, noch, dass es eine höhere Verteilung an astrologisch „kompatibleren“ Partnern gebe.
Ein dänisch-deutsches Forscherteam um Peter Hartmann wertete in einer großangelegten Studie die Daten von insgesamt mehr als 15.000 Personen statistisch aus: Ein Zusammenhang zwischen Geburtsdatum – und damit auch dem so genannten „Sternzeichen“ (dem Tierkreiszeichen, in dem zum Zeitpunkt der Geburt die Sonne steht) – und individuellen Persönlichkeitsmerkmalen konnte nicht nachgewiesen werden. „Damit könne zwar nicht die Astrologie als Ganzes widerlegt werden, doch ein direkter Zusammenhang zwischen der Geburt in einem bestimmten Tierkreiszeichen und der Persönlichkeit existiere höchstwahrscheinlich nicht, schließen die Forscher.“
Darüber hinaus betonen verschiedene Autoren entscheidende methodische Schwächen scheinbar stützender Studien wie selektive Auswahl der Testpersonen, Ungenauigkeiten bei der Geburtszeit oder zu geringe Probandenzahlen. Für die positiven Befunde solcher Studien fanden die Forscher alternative Erklärungen; so tendieren Personen mit astrologischen Kenntnissen dazu, sich gemäß ihren Erwartungen zu ihrem jeweiligen Sternzeichen zu verhalten.
Astrologische Zwillinge, das sind Personen, die zum selben Zeitpunkt geboren wurden, sollten nach Auffassung vieler Astrologen und Kritiker der Astrologie der beste Test für die Leistungsfähigkeit der Astrologie sein. In einer umfangreichen, wissenschaftlich durchgeführten Studie konnten keine Korrelationen zwischen Geburtsdatum und signifikant höheren Ähnlichkeiten bei astrologischen Zwillingen – im Vergleich zu anderen Personen – festgestellt werden.
Im Jahr 1997 wollte Gunter Sachs in seinem Buch Die Akte Astrologie mittels 300.000 untersuchten Fällen nachweisen, dass statistisch signifikant erscheinende Korrelationen zwischen den Tierkreiszeichen der untersuchten Personen und Alltagsphänomenen wie Heirat, Unfall, Krankheit, Interessen oder Selbstmord bestünden: So kam er u. a. auf 25 statistisch signifikant häufige und seltene Eheschließungskombinationen. Er glaubte, diese auch mittels Kontrollexperiment (künstliche Sternzeichen mittels Zufallsauswahl) verifizieren zu können. Allerdings wurden von Statistikern grobe methodische Fehler in Sachs’ Buch aufgezeigt. Eine im März 2011 veröffentlichte Stellungnahme der Statistiker Katharina Schüller und Walter Krämer kam zu dem Schluss, dass die handwerklich-methodischen Fehler, die Statistiker zuvor den Auswertungen von Gunter Sachs nachsagten, nicht vorhanden seien – was allerdings nicht als Beweis für die Richtigkeit von Sachs’ Behauptungen missverstanden werden dürfe.

### Psychologie
Neben der Selbstprojektion finden sich in der Psychologie weitere Theorien, etwa die Fremdprojektion (ähnlich dem Erlernen der Geschlechterrolle) sowie der Bejahungsfaktor bei schwammigen Aussagen (sogenannter Barnum-Effekt), die die Selbstbestätigung über das Horoskop in Frage stellen. Diese Bejahungstendenz ist beispielsweise gegeben bei Persönlichkeitsbeschreibungen, die Gegensätze in einem ausgewogenen Verhältnis gegenüberstellen („Sie sind ein im Grunde kontaktfreudiger Mensch, aber manchmal ziehen Sie sich zurück und wollen mit niemandem reden“). Für diese Effekte gibt es jeweils fundierte Studien, die deren teils starke Wirkung beschreiben. Ähnlich wie mit der physikalischen Kritik bleibt für den astrologischen Anteil hier nur ein kaum messbarer Hauch eines äußeren Einflusses übrig. Mögliche Beobachtungen sind vielmehr der Ausdruck des Erlernten als direkte Folge der Prägung der Psyche durch das astrologische Modell. In diesem Zusammenhang hat eine Untersuchung, die im Jahr 1978 von den Psychologen Mayo, White und Eysenck durchgeführt wurde, gezeigt, dass abhängig vom jeweiligen Wissen um Gestirnstände Personen, die dieses Gedankengebäude kennen und für sich auch als wichtig betrachten, auch Stellungen der Planeten widerspiegeln. Diese Auffälligkeiten verschwanden jedoch genau dann, wenn Personen getestet wurden, die keine astrologischen Behauptungen kannten.
Einzig die Analytische Psychologie nach C. G. Jung steht der Astrologie offen gegenüber und begreift sie als einen Ausdruck von Synchronizität. Jung hat besonders die so genannte «psychologische Astrologie» erheblich beeinflusst. Jungs Begriffe und ihre inhaltlichen Beschreibungen wie «Animus/Anima» und der «Schatten», die Persona und die «Individuation», die «Archetypen-Lehre» sowie das Modell der «Synchronizität» werden in der Astrologie z. B. vielfach bei der Deutung von Geburtshoroskopen verwendet. Darüber hinaus verfügte Jung selber über umfangreiche Astrologiekenntnisse, so dass er beispielsweise bei der Arbeit mit seinen Klienten Geburtshoroskope von ihnen erstellte und die Horoskopdeutung in die psychologische Arbeit mit einbezog, wie Jung bereits 1911 in einem Brief an Sigmund Freud geschrieben hatte.
Vertreter einer jungianisch geprägten Astrologie sind z. B. die Psychoanalytikerin und Astrologin Liz Greene, der Komponist, Maler und Astrologe Dane Rudhyar sowie der Psychologe, Therapeut und Astrologe Peter Orban.
Allerdings werden Theorien und Modelle der analytischen Psychologie von der akademischen Psychologie mehr kritisch gesehen, da aus Sicht der universitären Psychologie vielfach mit unwissenschaftlichen Methoden gewonnen.

### Kirchen
Die Evangelische Kirche in Deutschland (EKD) rät ihren Gläubigen zu einem vorsichtigen und distanzierten Umgang mit der Astrologie als Instrument der Vorhersage eines vermeintlich festgelegten Schicksals. Die Zentralstelle für Weltanschauungsfragen der EKD sieht in der Popularität der Astrologie sowie speziell in ihrer Ausprägung als eine Methode der Lebensberatung einen Bedarf geistlicher Orientierung in der modernen Welt. Das Denken in Symbolen, wie es bei der Astrologie der Fall sei, könne dabei durchaus konstruktive Selbsterkenntnis in einem guten Sinne fördern. Gleichzeitig komme bei der astrologischen Deutung einem fremden Menschen eine enorme Deutungshoheit über das eigene Leben zu, woraus Abhängigkeiten und andere negative Konsequenzen entstehen könnten. Aus christlicher Perspektive seien jedoch nicht die Sterne Herrscher über das Leben, sondern nur Gott. Der christliche Glaube basiere auf der grundsätzlichen Freiheit eines Christen, sein Leben in eigener Verantwortung vor Gott zu leben und sein Schicksal selbst zu bestimmen. Diese Freiheit und damit auch das eigenverantwortliche Handeln vor Gott sei gefährdet, wenn man den Sternen oder einem Sternendeuter Autorität über das eigene Schicksal zubillige. Martin Luther habe auf die astrologische Warnung davor, die Elbe an einem bestimmten Tag im Boot zu überqueren, mit den Worten „Domini sumus“ (‚Wir sind des Herrn‘) geantwortet und sei in den Kahn gesprungen. Dies sei ein Beispiel dafür, wie als Christ mit dem Thema konstruktiv umzugehen sei. Der evangelische Hochschulpfarrer Andreas Fincke kritisiert, dass die Astrologie oft religiöse bzw. ersatzreligiöse Züge trage und die Überzeugung vermittle, von unpersönlichen, transkosmischen Mächten abhängig oder geprägt zu sein, statt ein Leben in Freiheit und Verantwortung vor Gott zu führen.
Die katholische Kirche lehnt die Astrologie und sämtliche Formen der „Wahrsagerei“ ab. In ihrem Katechismus werden im Abschnitt 2116 mit Bezug auf Bibelstellen alle „Handlungen, von denen man zu Unrecht annimmt, sie könnten die Zukunft ‚entschleiern‘“, abgelehnt. Hinter derartigen Aktivitäten verberge sich der Wille, Macht über die Geschichte und andere Menschen zu erlangen sowie sich „andere Mächte geneigt zu machen“. Dies widerspreche „der mit liebender Ehrfurcht erfüllten Hochachtung“, die man als Katholik „allein Gott“ schulde.

### Naturwissenschaft
Die Naturwissenschaft lehnt jede Form der Astrologie aufgrund ihrer „unstrittigen Unwissenschaftlichkeit“ ab. Im Jahr 1975 veröffentlichte die amerikanische Zeitschrift The Humanist eine Erklärung mit dem Titel Einwände gegen die Astrologie. Einleitend hieß es: „Wir, die Unterzeichner – Astronomen, Astrophysiker und Naturwissenschaftler anderer Fachrichtungen – möchten die Öffentlichkeit vor einem ungeprüften Vertrauen zu den Vorhersagen und Ratschlägen warnen, die Astrologen privat und öffentlich machen und erteilen. Wer an die Astrologie glauben möchte, sollte sich vor Augen halten, daß es für ihre Lehren keine wissenschaftliche Grundlage gibt.“ Unterzeichnet wurde die Erklärung von 186 Wissenschaftlern, darunter 18 Nobelpreisträgern. Im Jahr darauf wurde das Committee for the Scientific Investigation of Claims of the Paranormal (CSICOP) gegründet, was zu großen Teilen eine Antwort auf die enorme Popularität der Astrologie war. Dem folgten bald ähnliche Organisationen der naturalistischen Positionen vertretenden Skeptikerbewegung in anderen Ländern. Diese machten es sich zu einem ihrer Hauptanliegen, dem Glauben an die Astrologie und andere ihrem Verständnis nach mit den Naturwissenschaften nicht vereinbare Themen wie Entführungen durch Außerirdische, Hellsehen, Homöopathie usw. entgegenzuwirken und vor ihrer Anwendung zu warnen.

### Bevölkerung
Nach Umfragen in einigen westlichen Ländern ist etwa ein Viertel der Bevölkerung davon überzeugt, dass die Astrologie zutreffende Aussagen über Persönlichkeitszüge oder über Ereignisse im Leben eines Menschen treffen kann. So glaubten 2009 etwa 25 % der US-Amerikaner an Astrologie, vermischten dies aber mit Reinkarnation und spiritueller Energie. In Deutschland glaubten 23 %, dass „Sterne unser Leben beeinflussen, aber […] nicht die einzigen Einflussfaktoren“ sind, und 2 %, dass „unser Lebensweg […] einzig von den Sternen bestimmt“ wird.
38 % der Wiener glauben 2017, dass „die Beschreibung des eigenen Sternzeichens zumindest eher auf den eigenen Charakter und das Verhalten zutrifft.“ In Vorarlberg glaubten 28 % (sehr) stark, dass „die Stellung von Sternen oder Planeten [i]hr Leben“ beeinflusse und 16 % finden Horoskope in Zeitungen, Zeitschriften oder im Radio (sehr) wichtig. Die Tendenz, an Astrologie zu glauben, ist zumindest zum Teil dadurch erklärt, was Personen über Wissenschaft wissen, aber auch durch Persönlichkeitsmerkmale. So glauben zum Beispiel 8 % der US-Amerikaner, dass Astrologie sehr wissenschaftlich ist.

## Rechtliche Situation in Deutschland
Das Recht, sich astrologisch zu betätigen, ist in Deutschland durch das Grundrecht der Berufsfreiheit geschützt. Im Jahre 1965 hob das Bundesverwaltungsgericht mit seinem Urteil unter Verweis auf Art. 12 GG Verbote auf, die bis dahin in einigen Bundesländern in Kraft waren, beispielsweise die Bremer Wahrsageverordnung vom 6. Oktober 1934. Da aber das Berufsbild „Astrologe“ gesetzlich nicht näher definiert ist und keiner staatlichen Aufsicht unterliegt, bestehen hinsichtlich des Zugangs und der Ausübung des Astrologenberufs keinerlei Einschränkungen. Lediglich die Anzeigepflicht gemäß § 14 der Gewerbeordnung ist zu beachten.
Bis zum Jahr 2011 galt nach einem Urteil des Oberlandesgerichts Düsseldorf, dass ein „Vertrag über Stellen von Horoskopen auf astrologischer Grundlage […] auf eine objektiv unmögliche Leistung gerichtet [ist], die zur Nichtigkeit führt.“ Im Zuge des Urteils III ZR 87/10 im Jahr 2011 entschied der Bundesgerichtshof, dass „Wahrsager […] generell Anspruch auf Honorar“ haben, „es sei denn, sie beuten labile Menschen aus“. Vorausgegangen war die Klage einer Kartenlegerin auf ihr Honorar für erbrachte Leistungen. Der Bundesgerichtshof entschied daraufhin, dass die Leistung beim Versprechen des Einsatzes übernatürlicher, „magischer“ oder parapsychologischer Kräfte und Fähigkeiten nach dem Stand der Erkenntnis von Wissenschaft und Technik schlechthin nicht erbracht werden kann. „Erkauft“ sich jedoch jemand Leistungen in dem vollen Bewusstsein, dass deren Grundlagen und Wirkungen nach den Erkenntnissen der Wissenschaft und Technik nicht erweislich sind, sondern nur einer inneren Überzeugung, einem dahingehenden Glauben oder einer irrationalen, für Dritte nicht nachvollziehbaren Haltung entsprechen, würde es Inhalt und Zweck des Vertrags sowie den Motiven und Vorstellungen der Parteien widersprechen, den Vergütungsanspruch zu verneinen.